# Biserica de lemn din Sârbi Josani

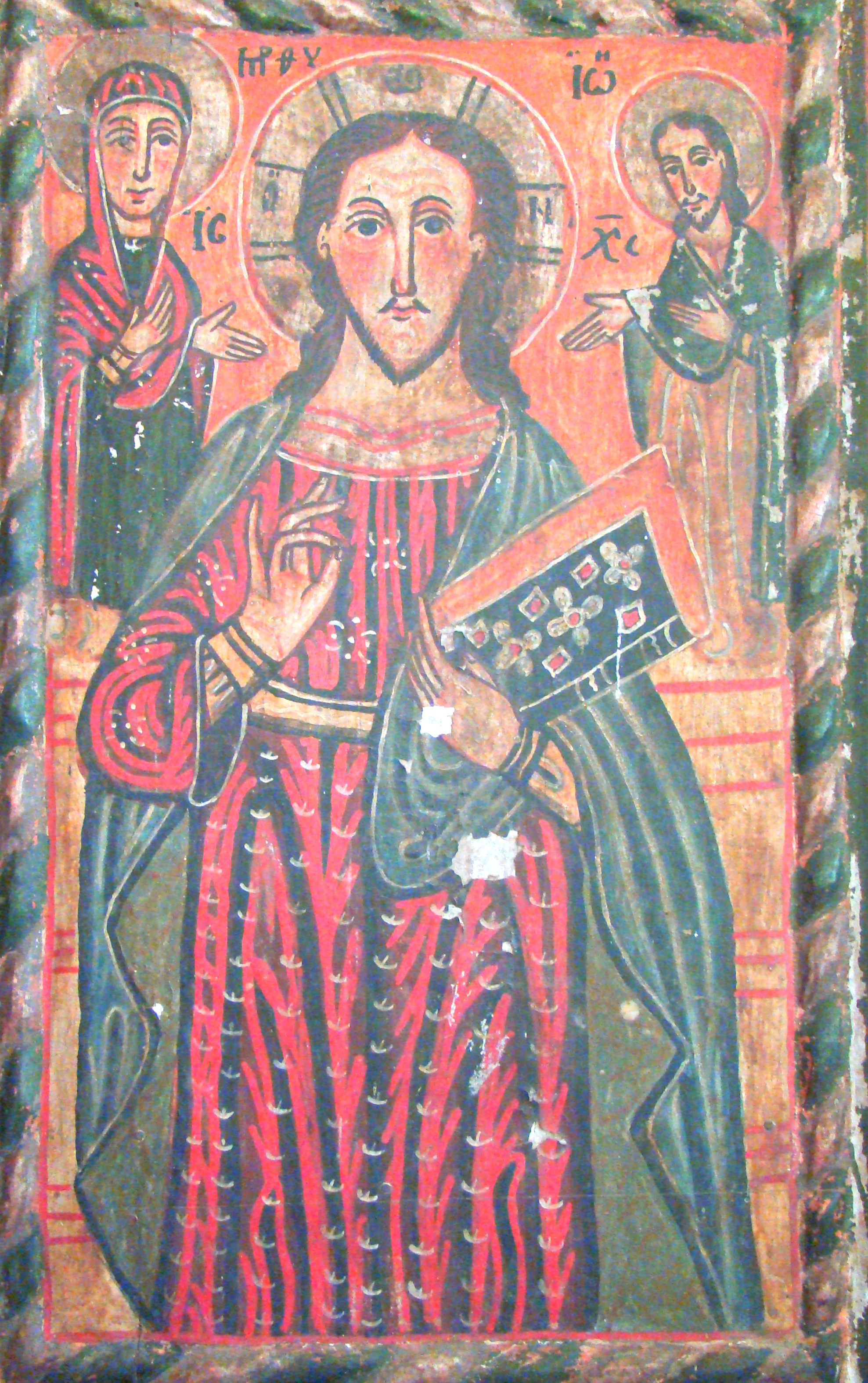
Icoana Mântuitorului

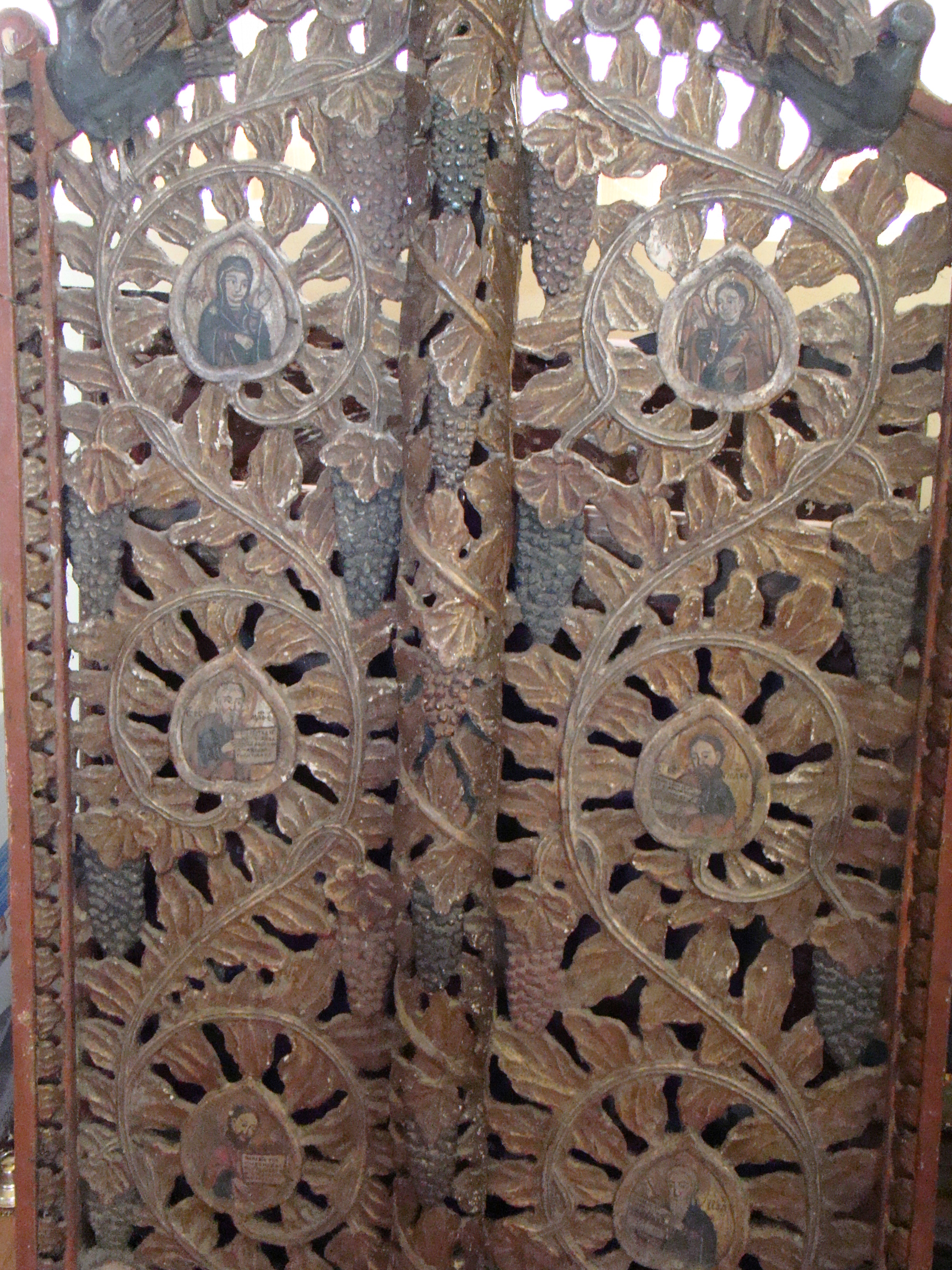
Ușile împărătești

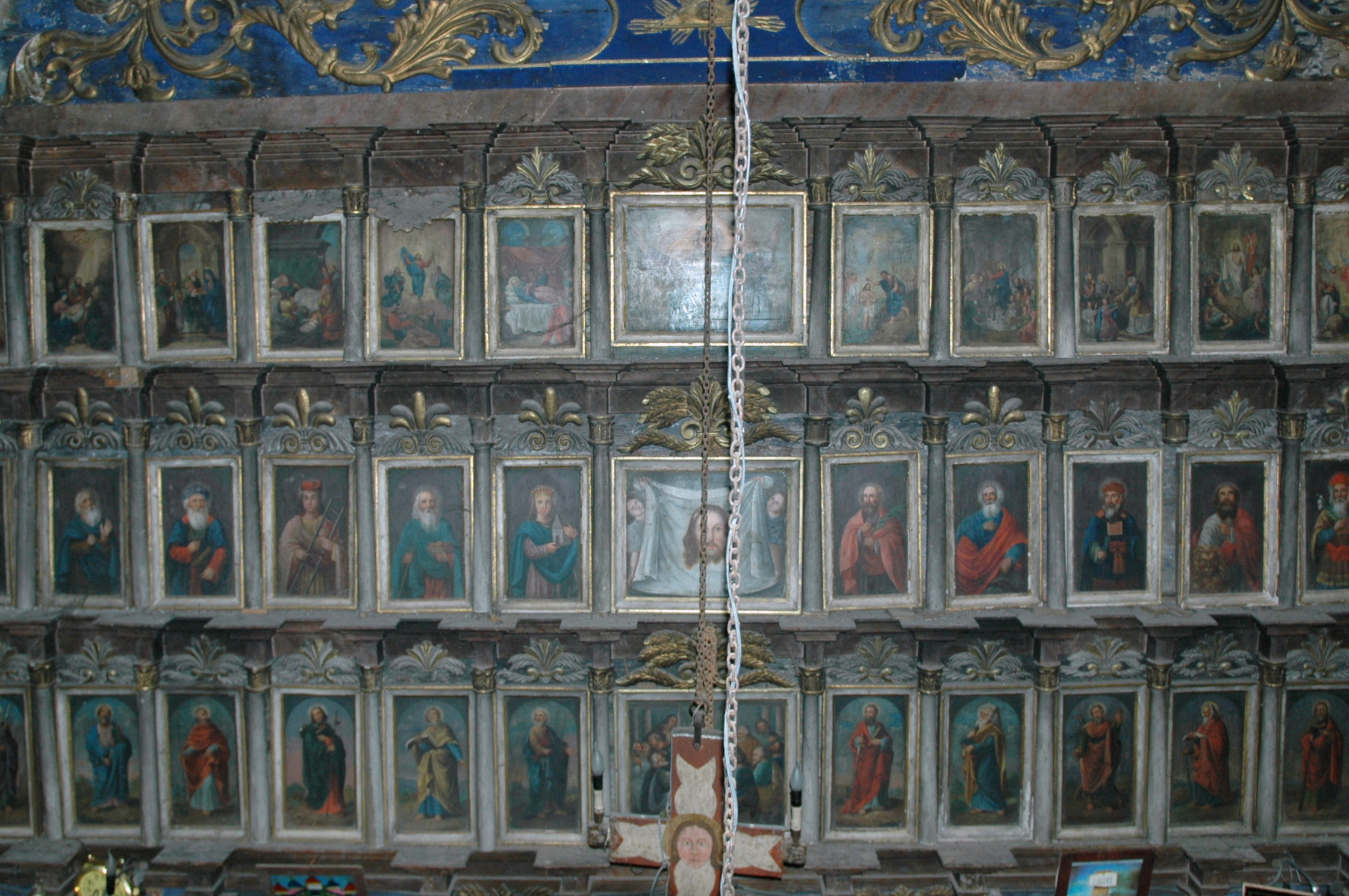
Partea superioară a iconostasului

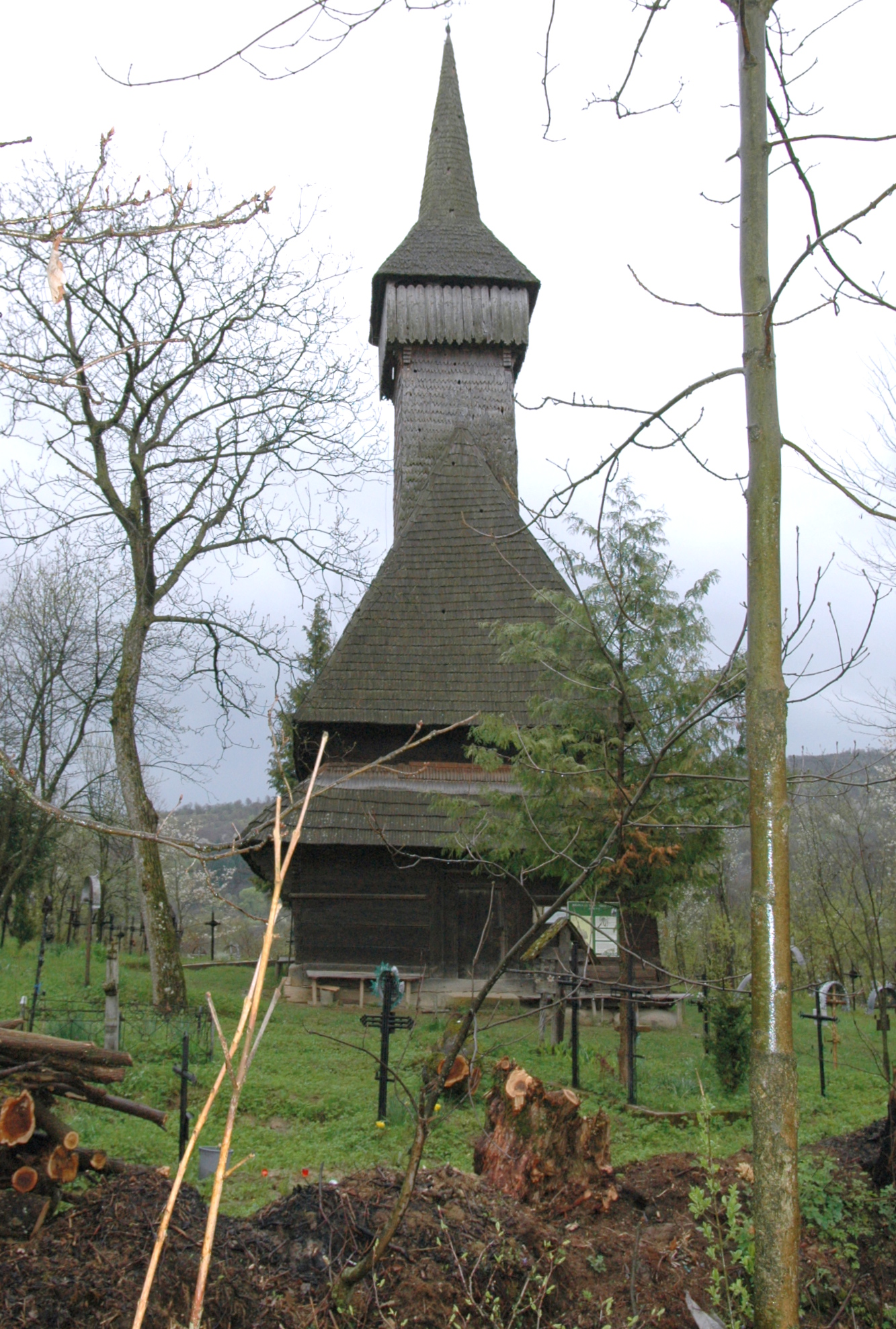
Biserica de lemn Sf.Nicolae din Sârbi Josani, județul Maramureș, foto: aprilie 2008.

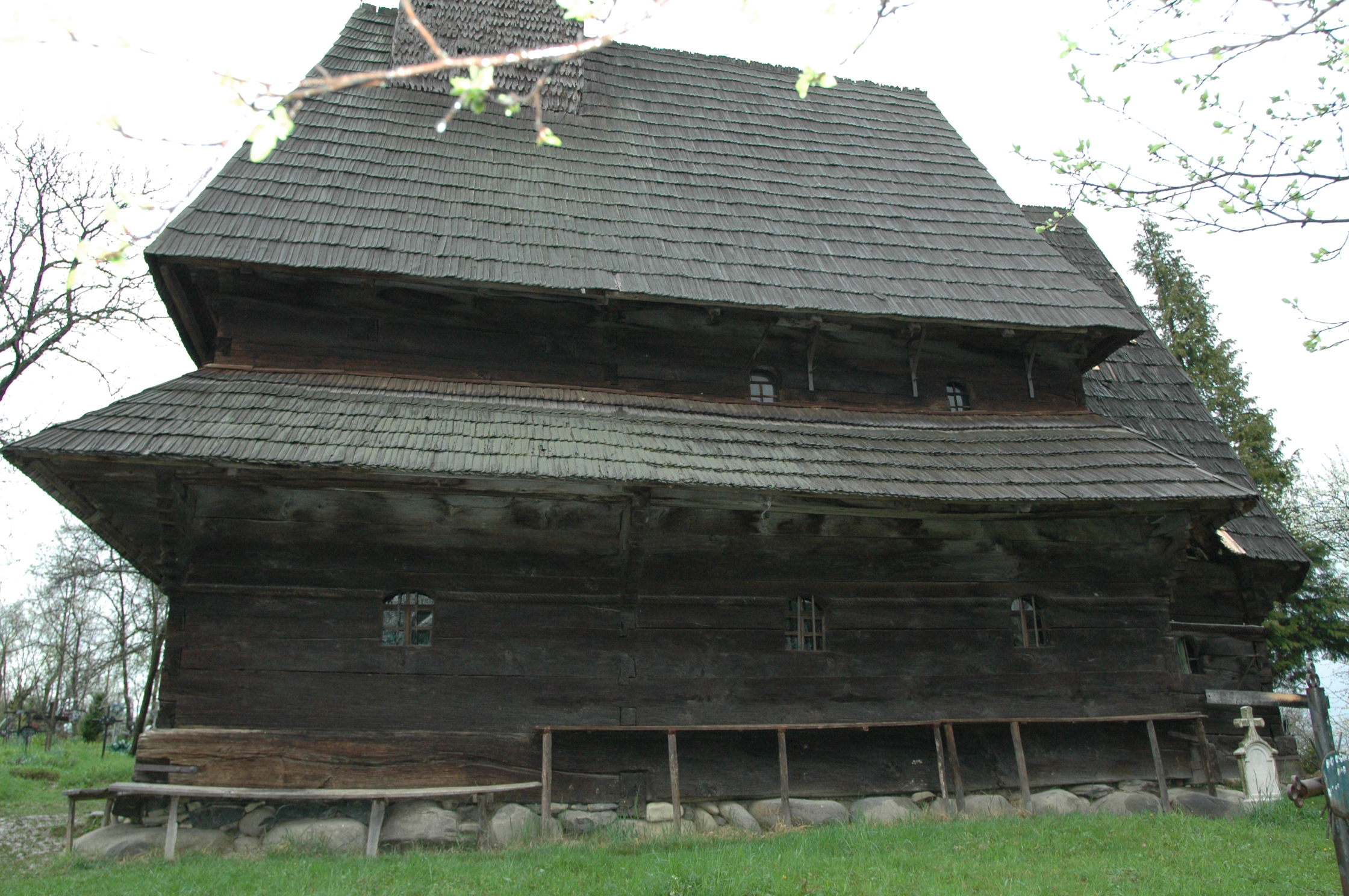
Butea bisericii

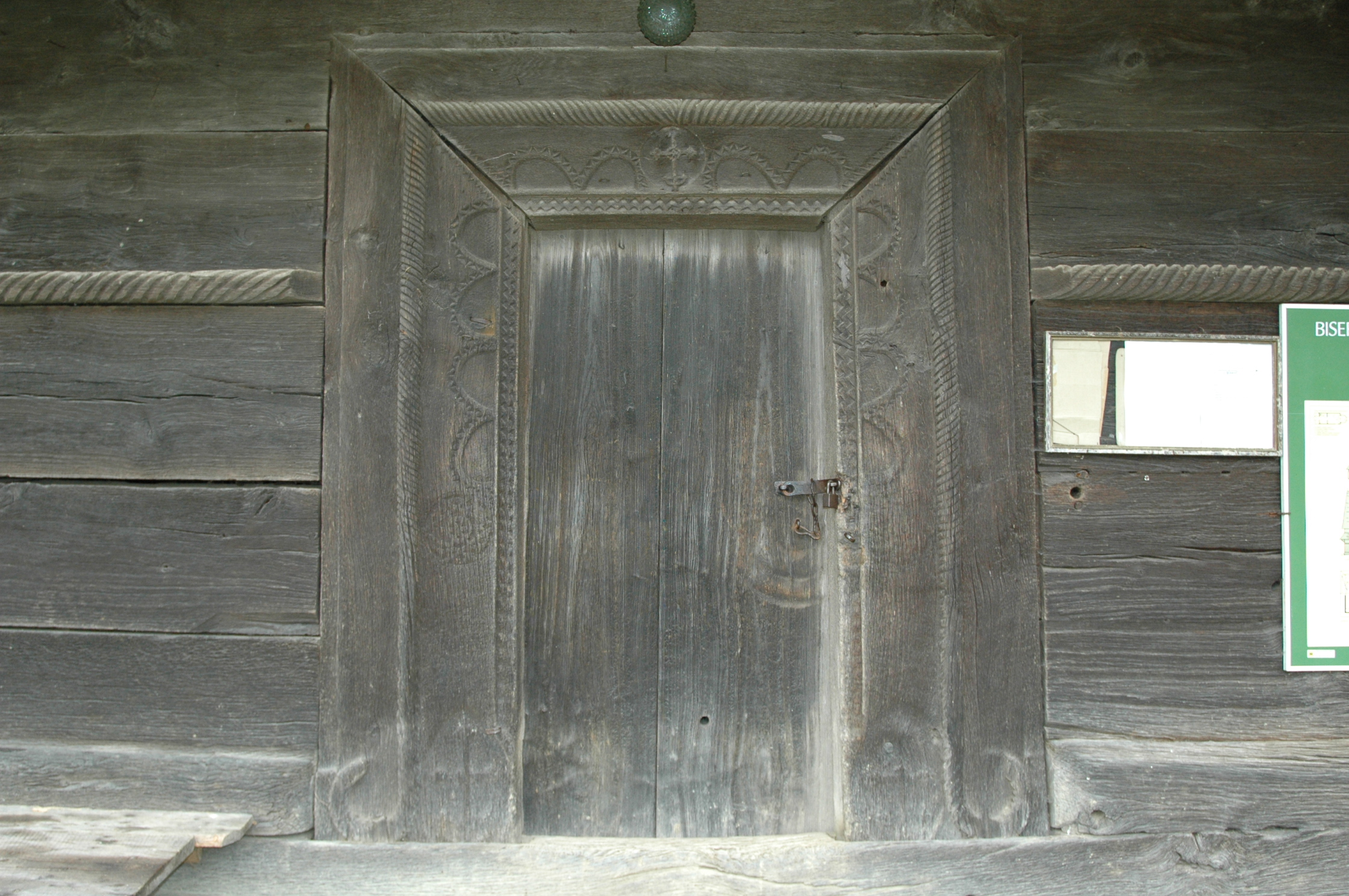
Portalul exterior

Biserica de lemn din Josani în satul Sârbi, Maramureș, a fost construită din lemn de stejar în jurul anului 1685. Aceasta este ctitoria familiei nobile Dunca de Sârbi, care a stăpânit această parte de jos a satului în aceea epocă și a fost neîntrerupt patroana bisericii până la sfârșitul secolului 18. Aceasta înseamnă că familia Dunca de Sârbi a îngrijit și înzestrat biserica și a întreținut un preot în ea timp de mai mult de o sută de ani.
În partea de sus din sat, pe locul așezărilor medievale Balotești și Cămârzana, există o biserică de lemn mai veche, din 1639, cunoscută sub numele de Sârbi Susani, ctitoria nemeșilor din acea parte a satului.
Naosul este acoperit cu o boltă semicilindrică. Deasupra pronaosului tăvănit se înalță turnul-clopotniță. Acoperișul are streașină dublă.
Se pot admira câteva icoane pe lemn deosebit de valoroase, dintre care două, pictate în jurul anului 1775, pot fi atribuite lui Radu Munteanu (una o reprezintă pe Maica Domnului cu pruncul, iar cealaltă este un Deisis).
Ușile împărătești, frumos sculptate, pot fi atribuite meșterilor iconari din familia Plohod, din Dragomirești, Maramureș.

## Imagini din interior

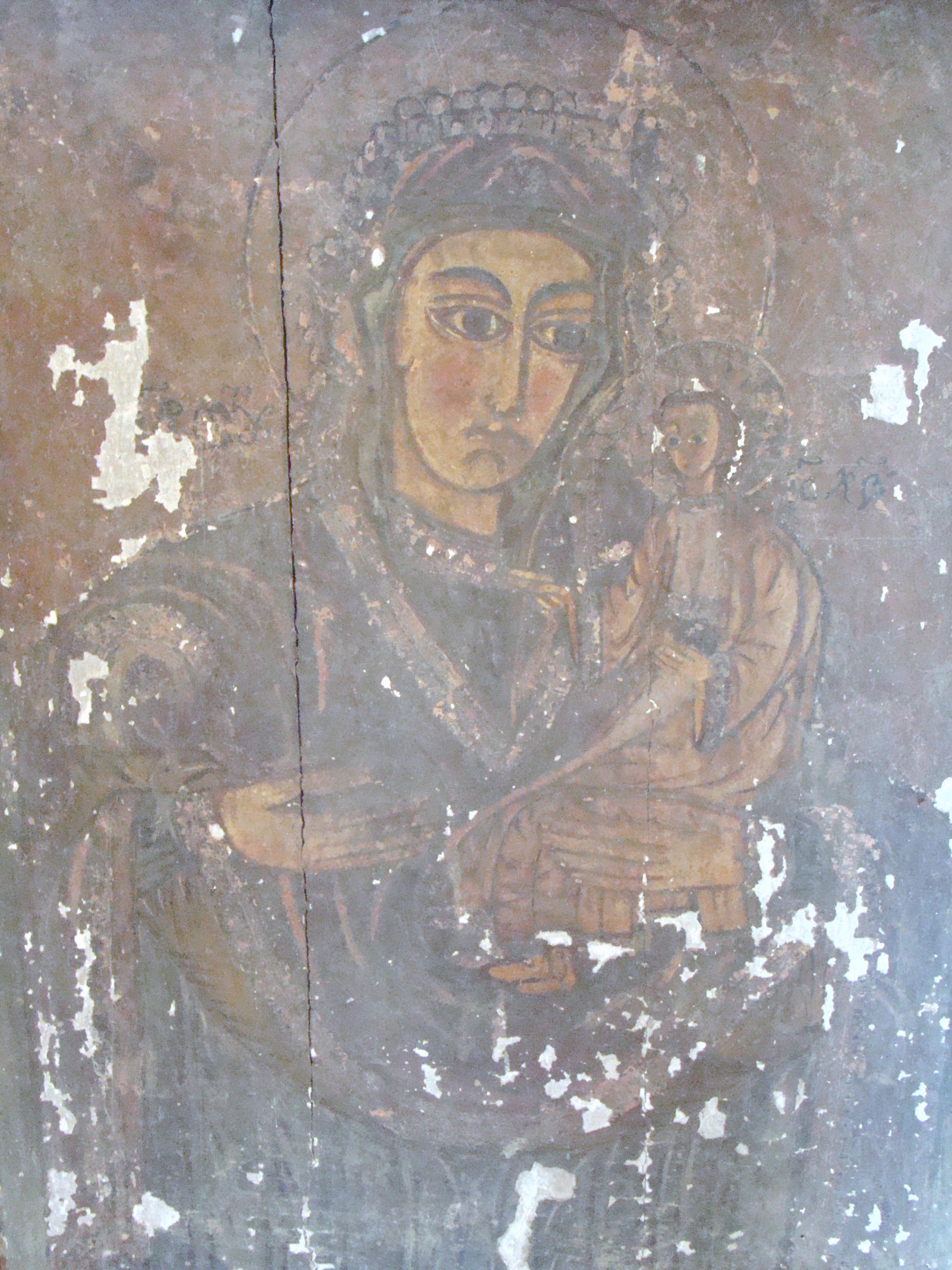
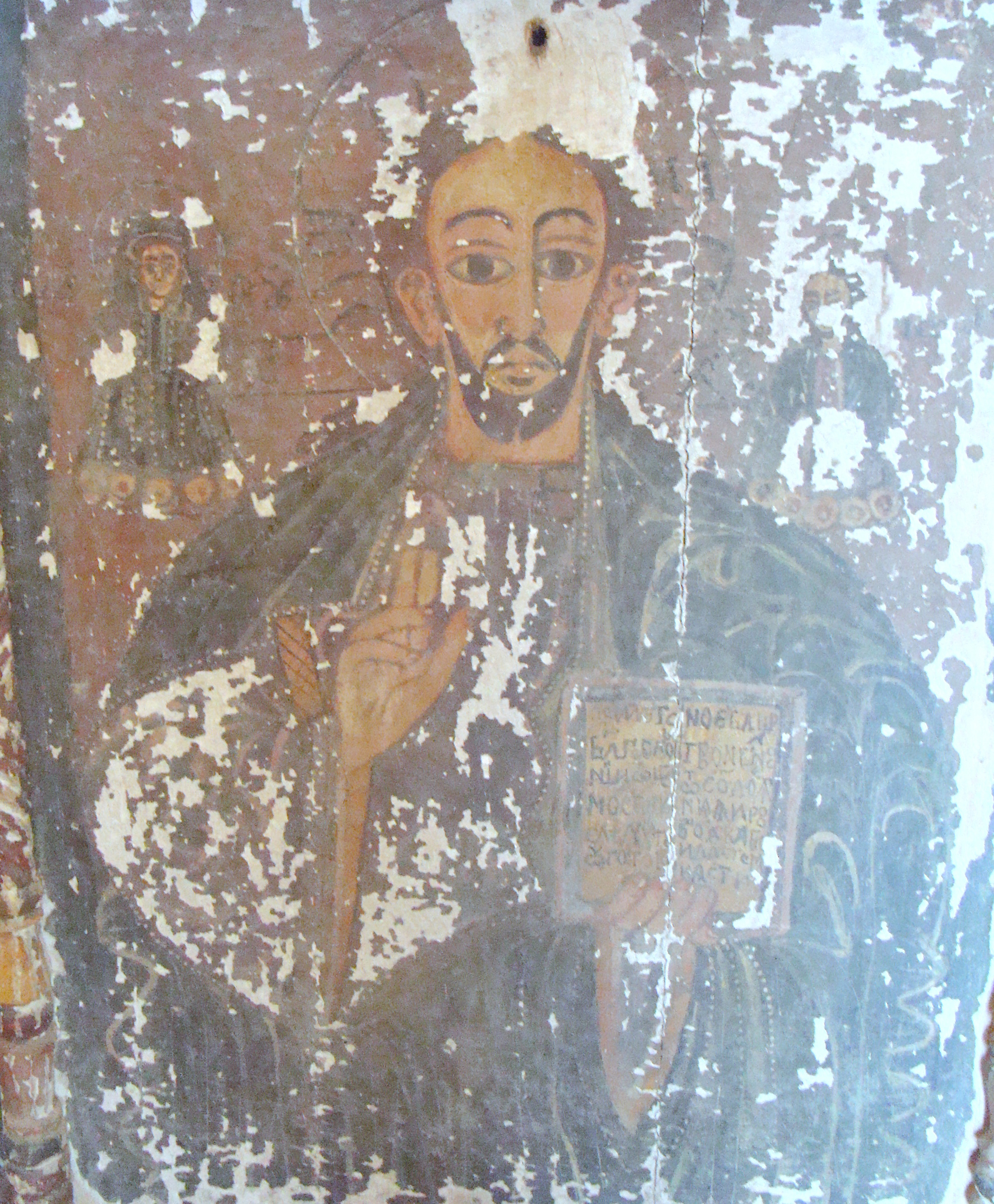
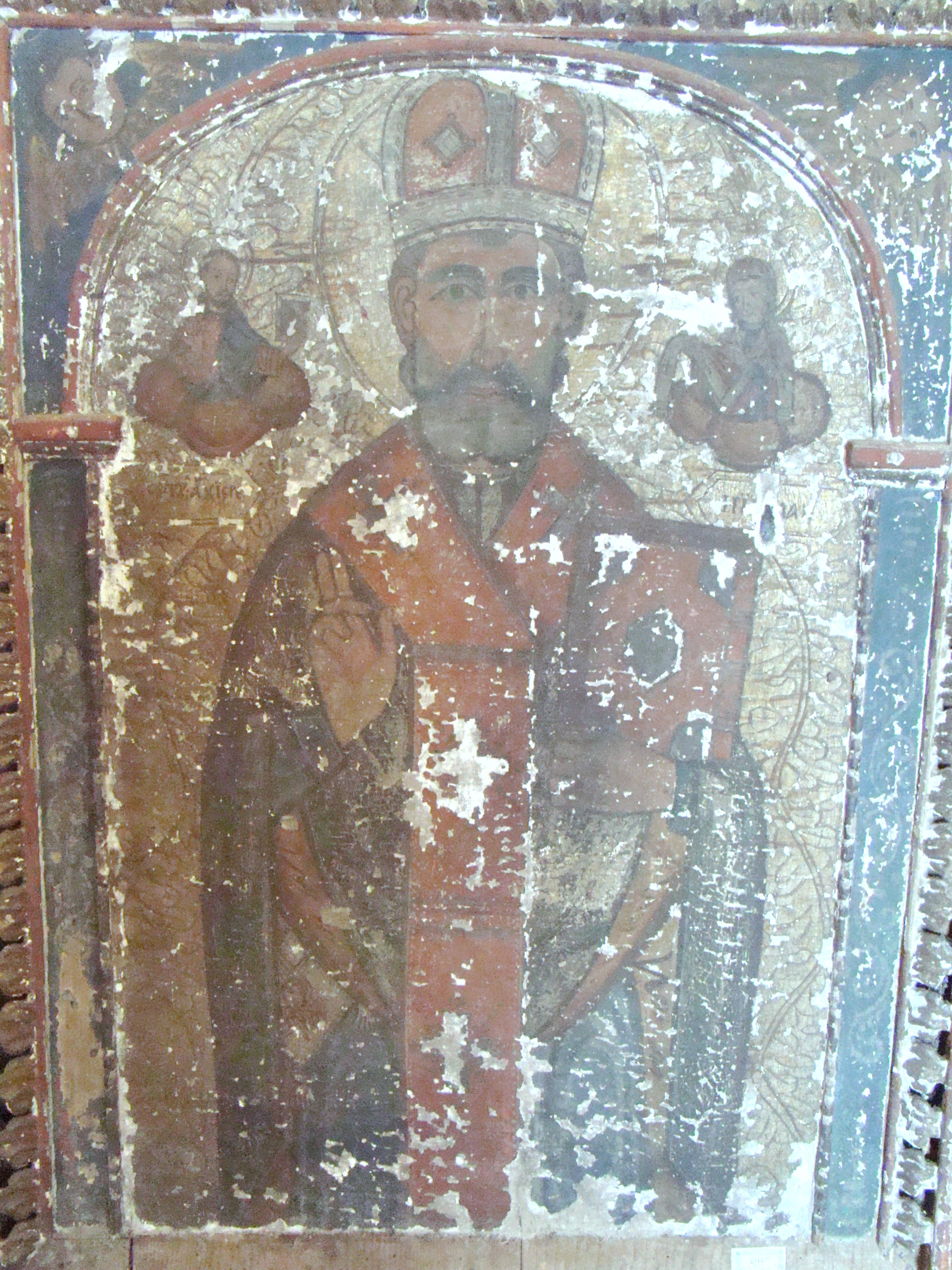
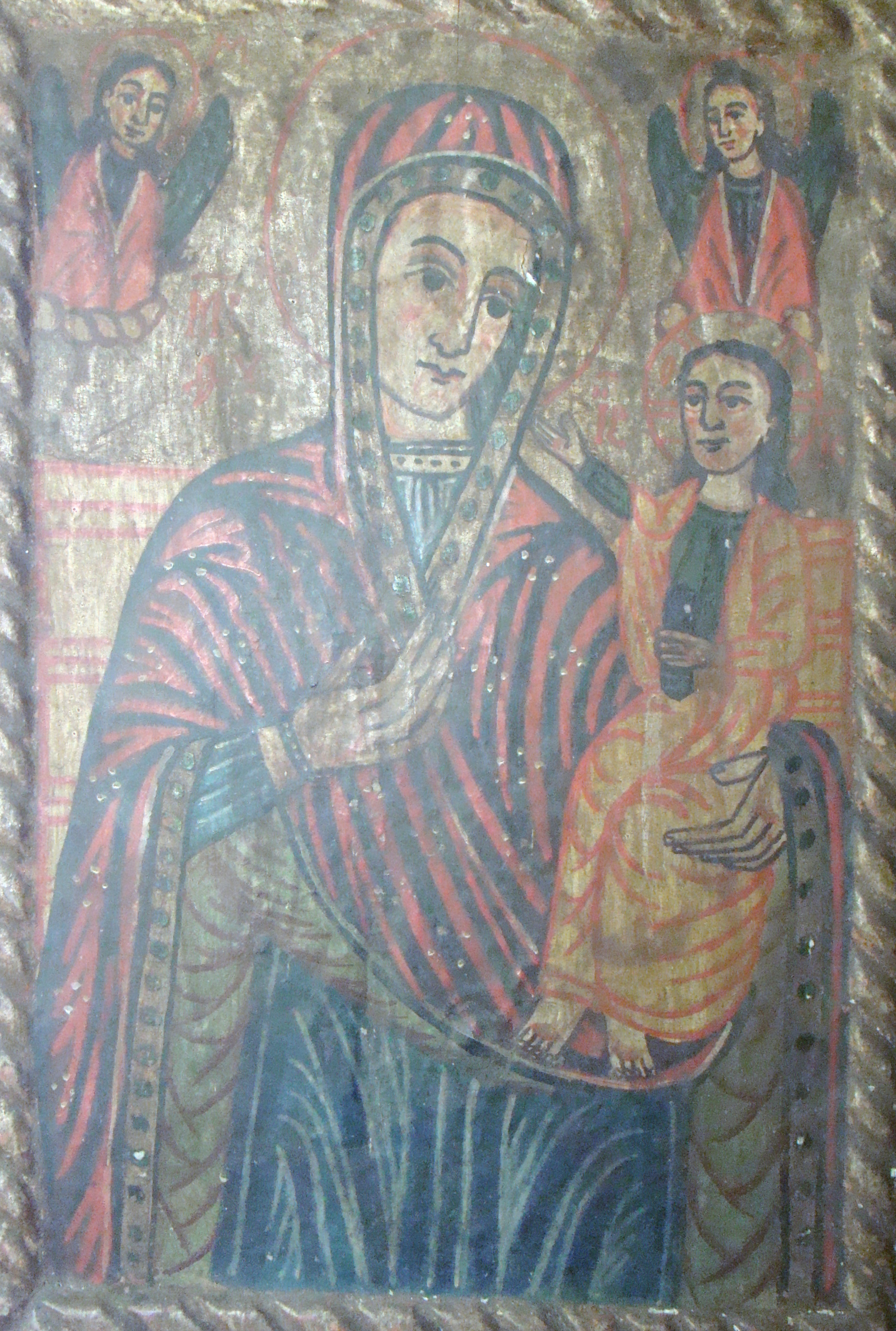
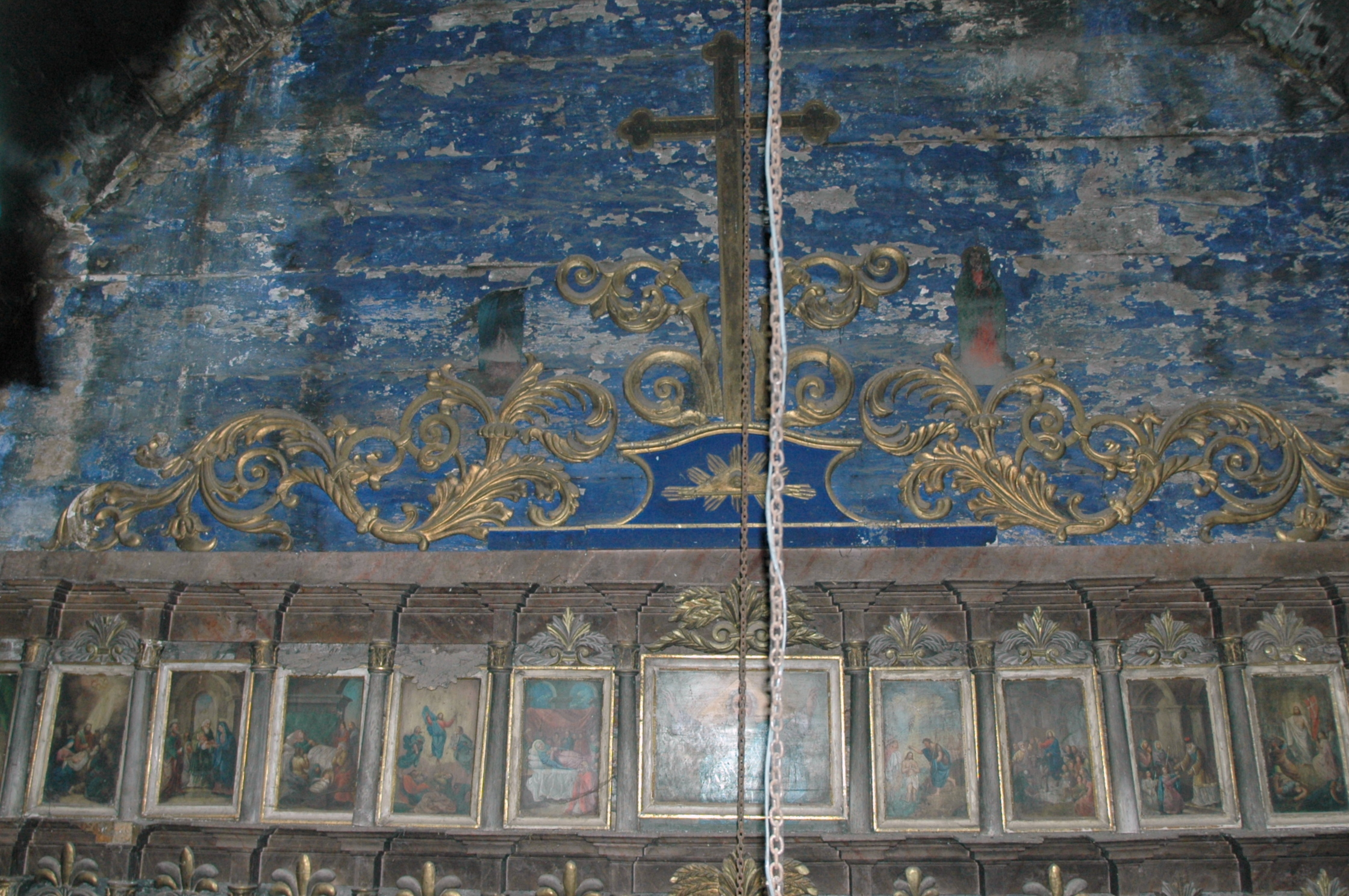
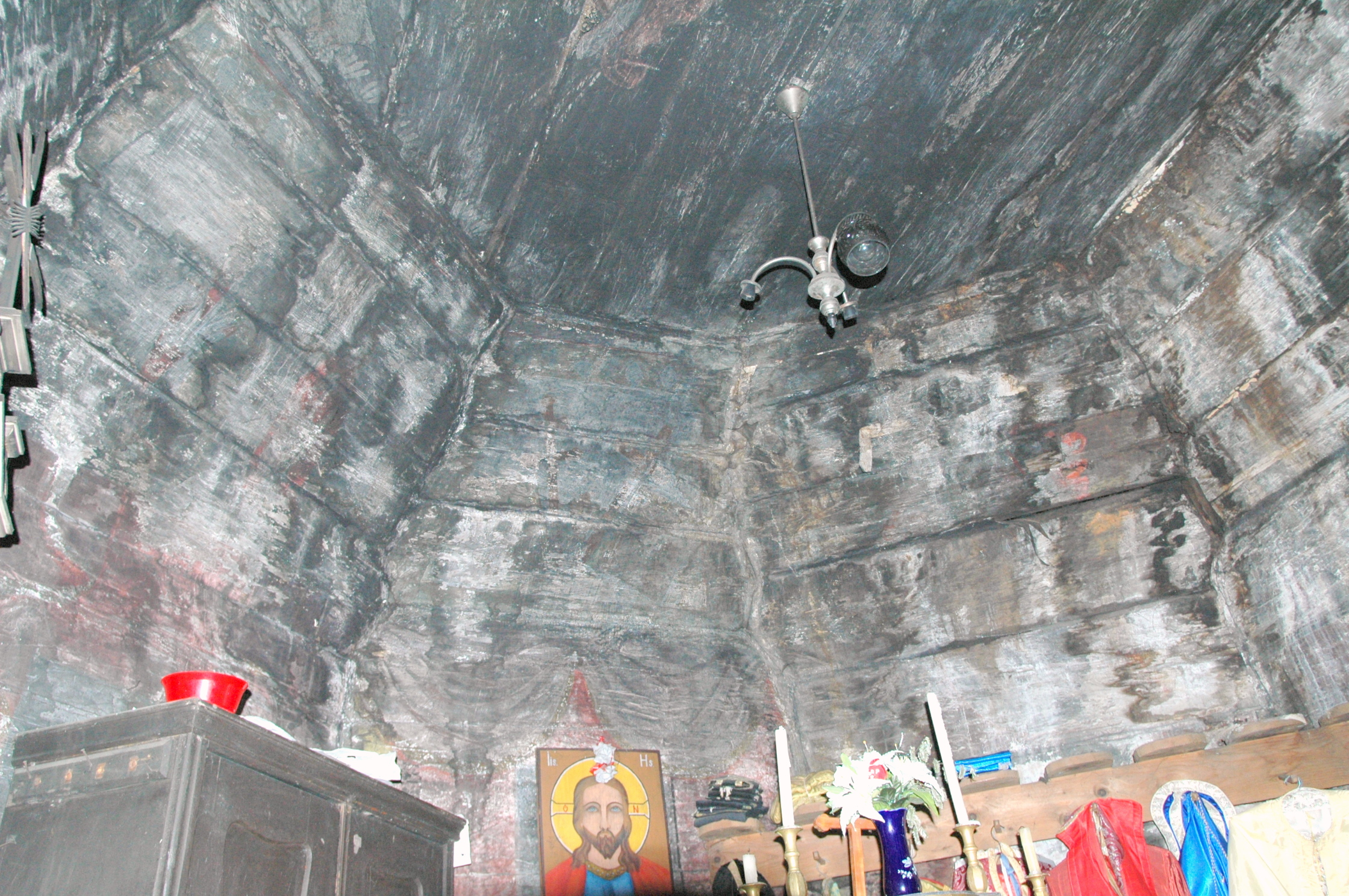
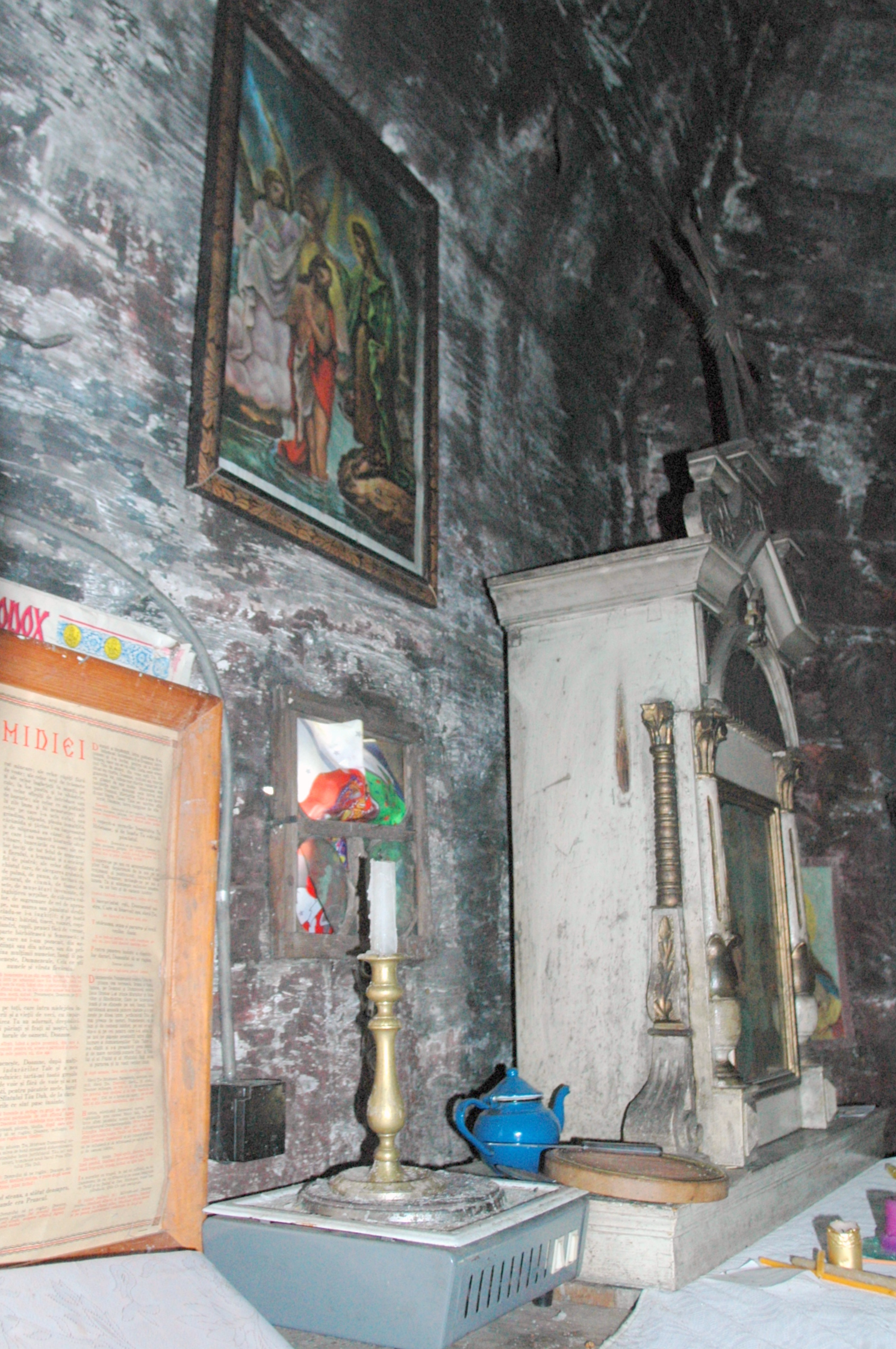
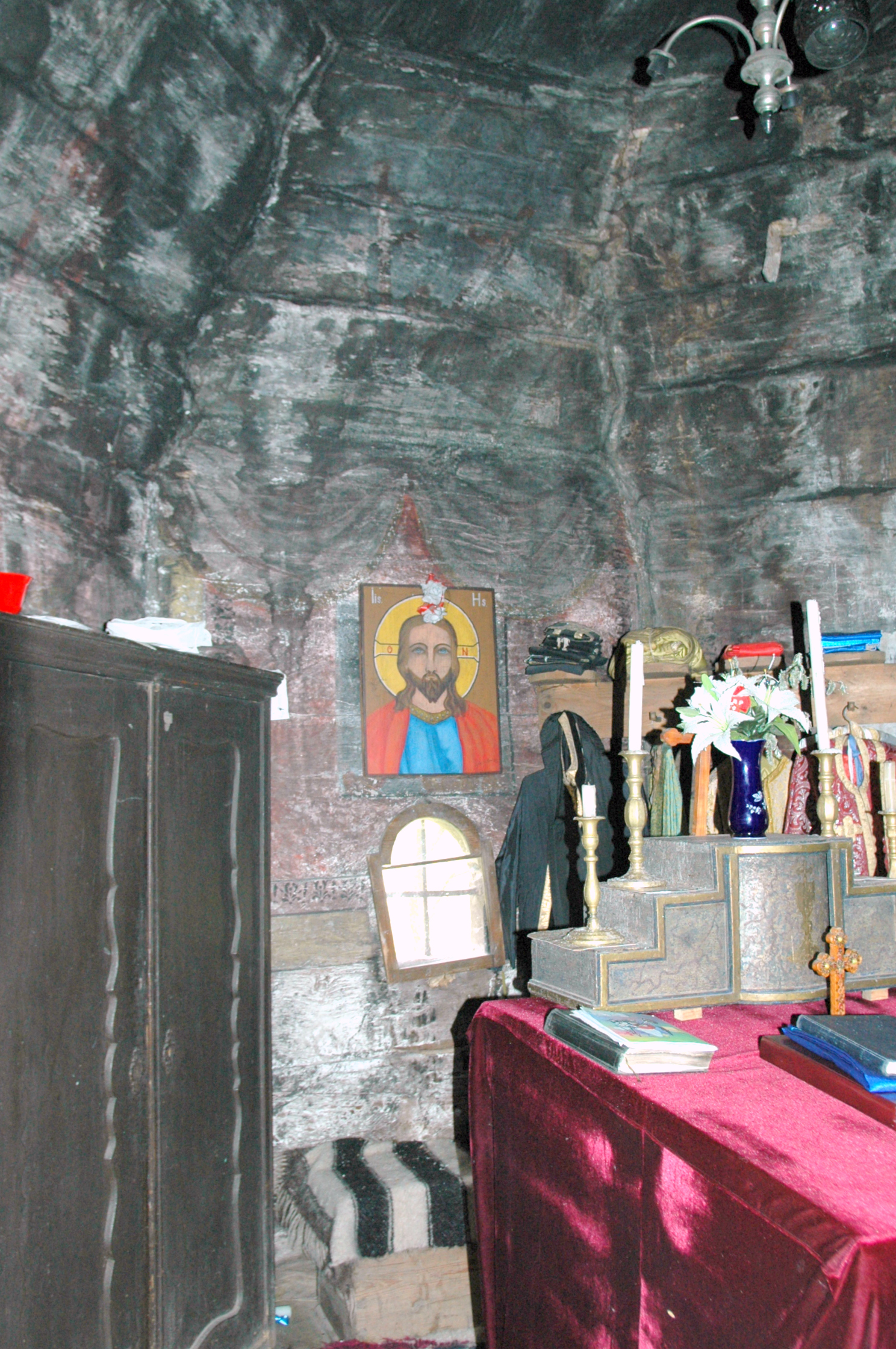
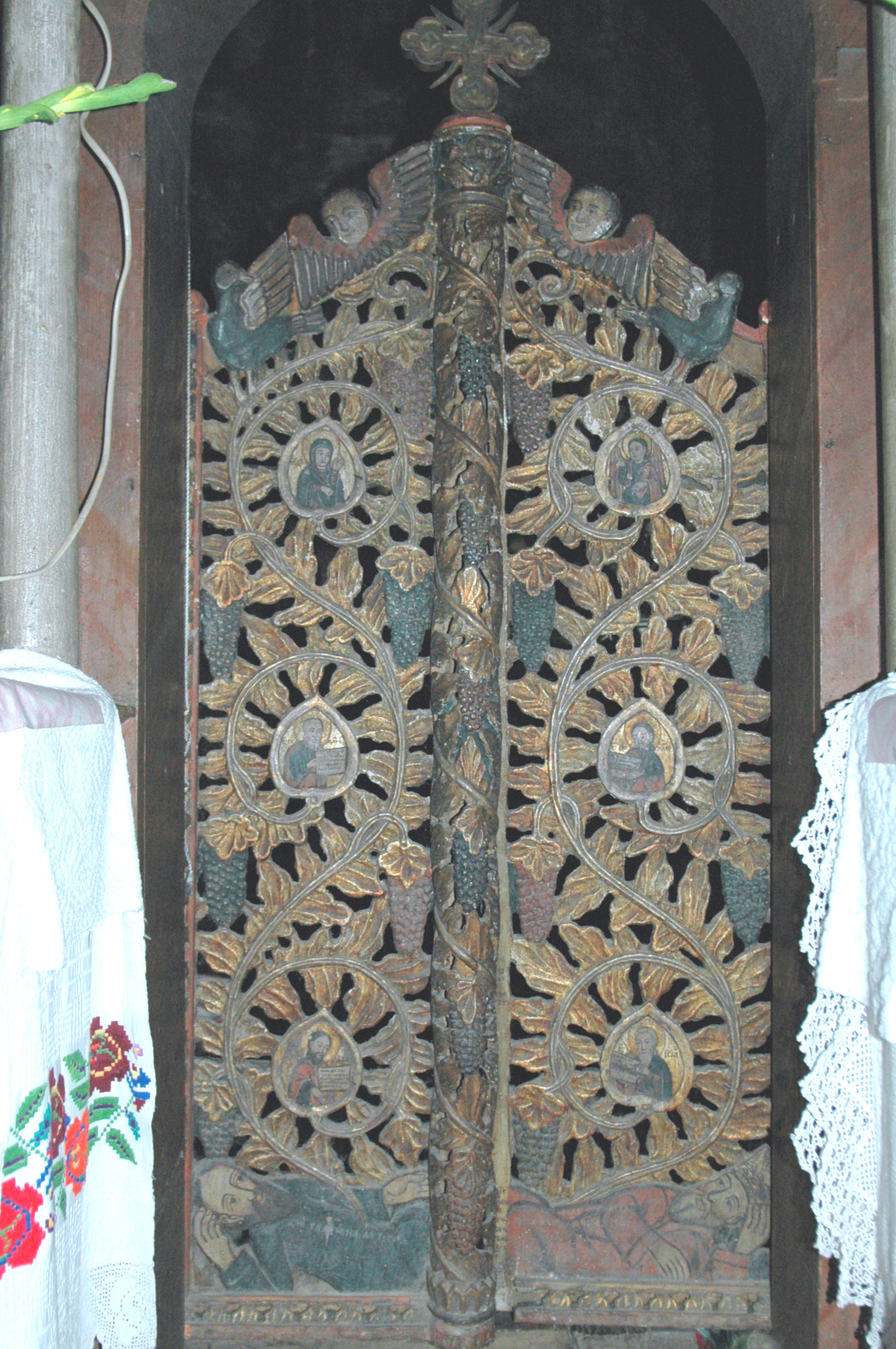
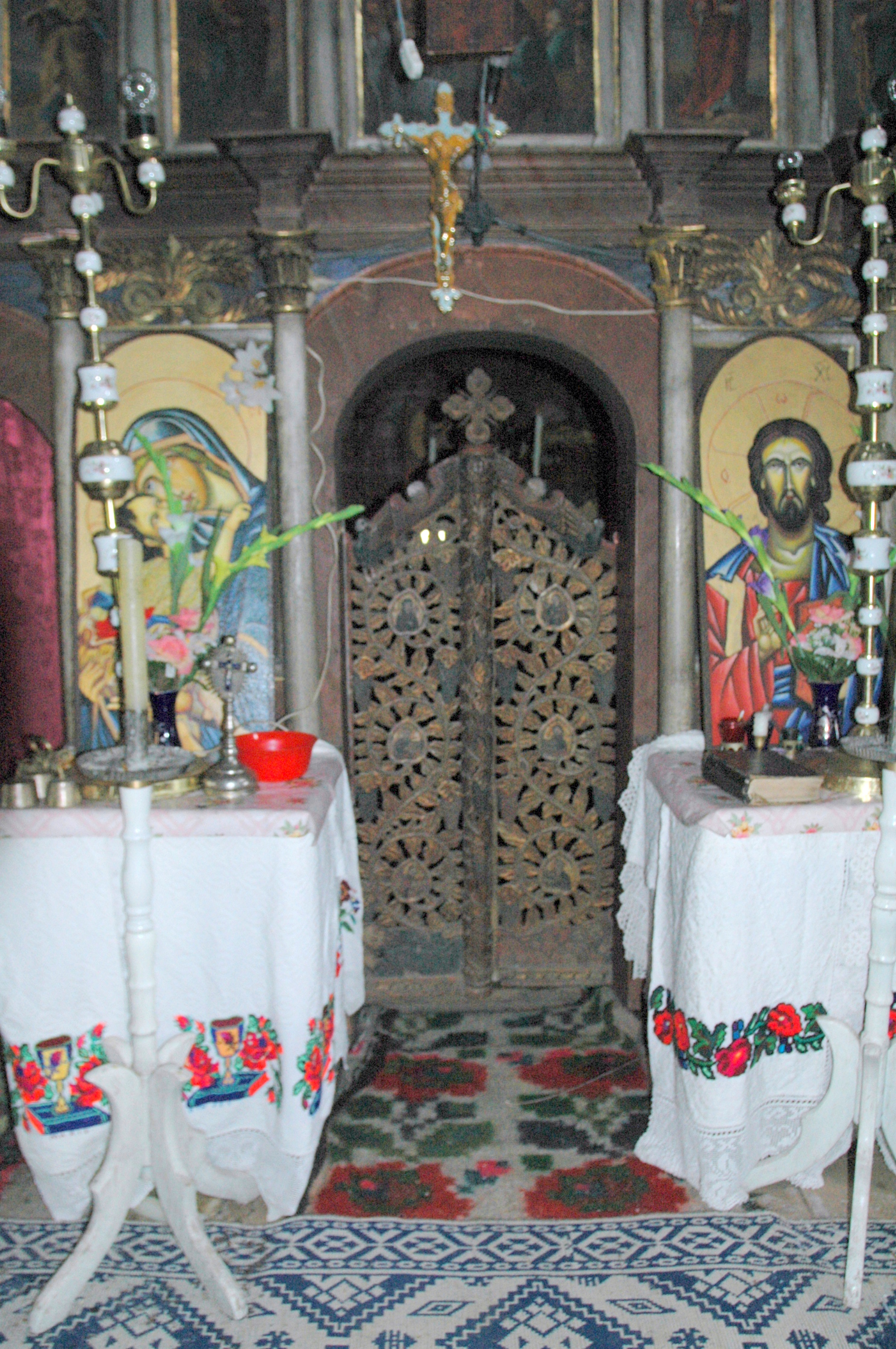
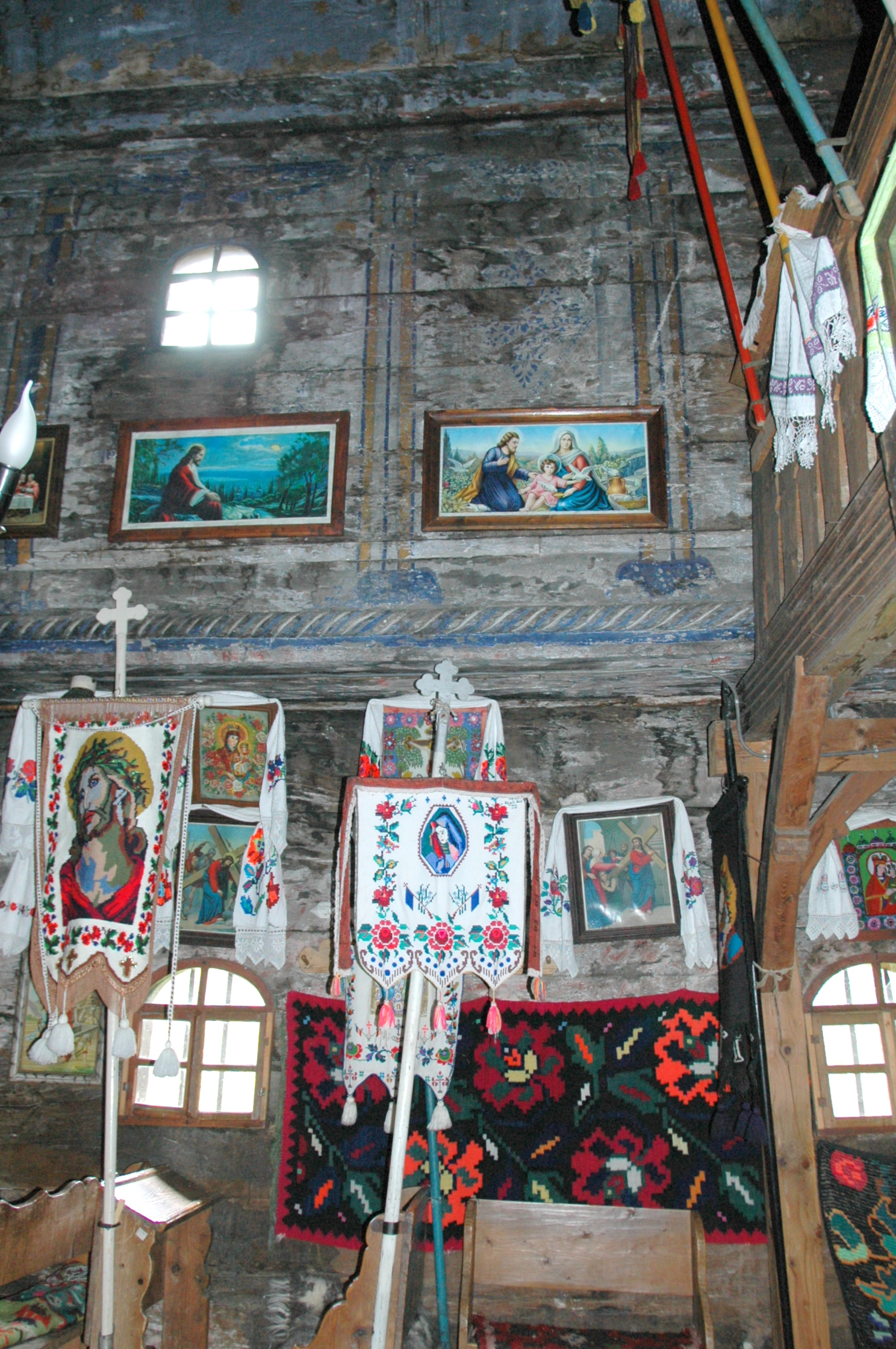
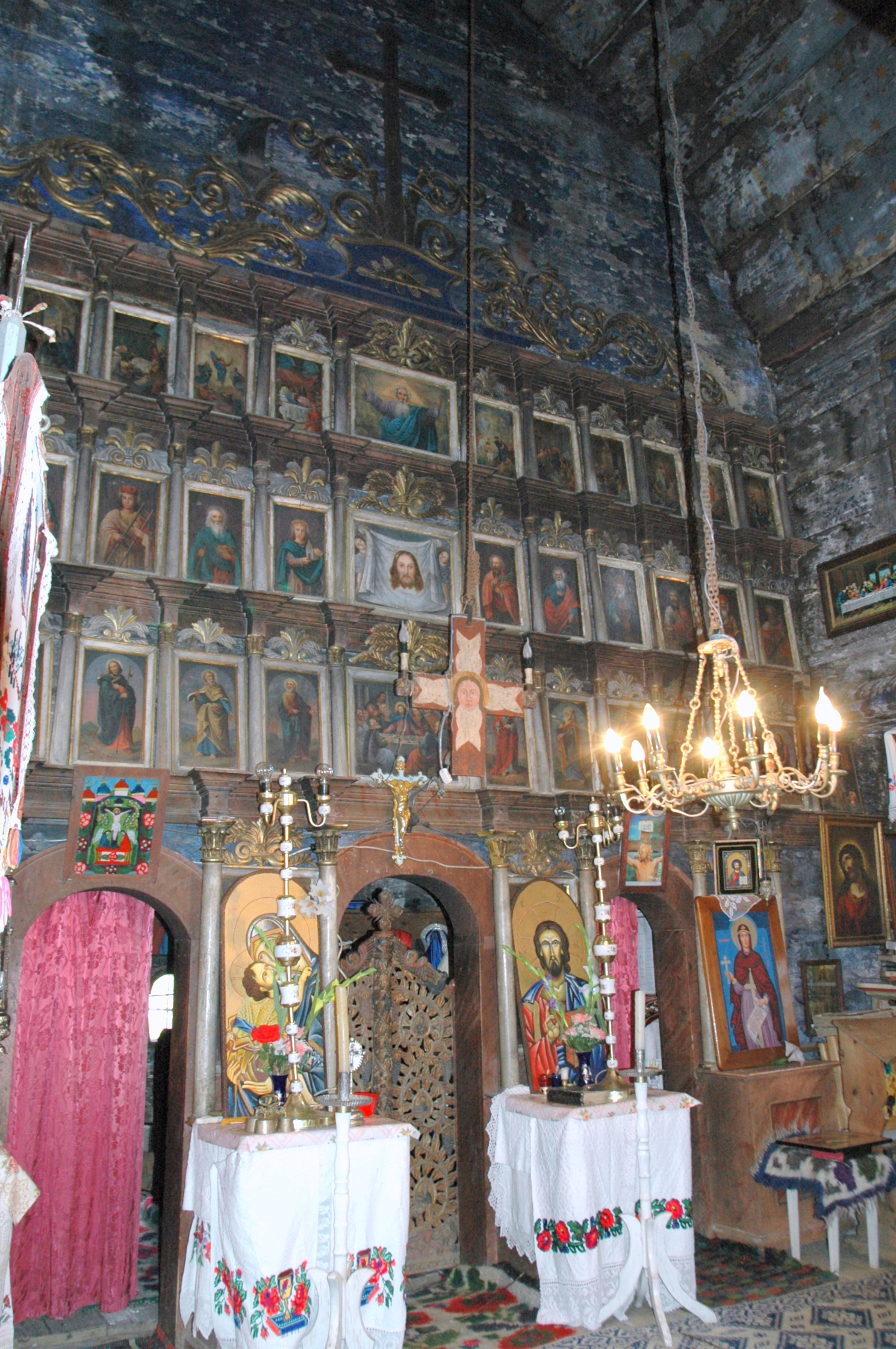
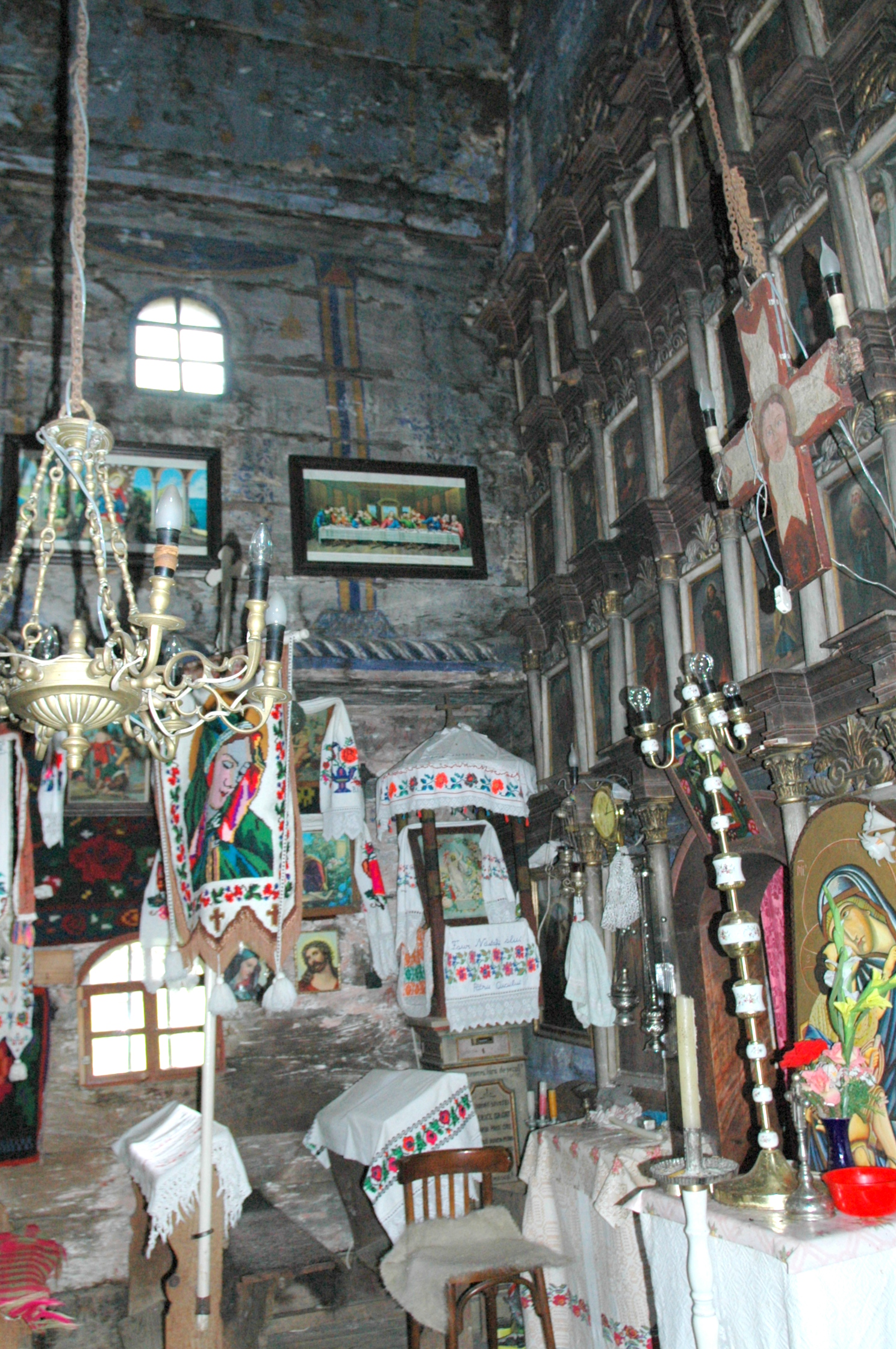
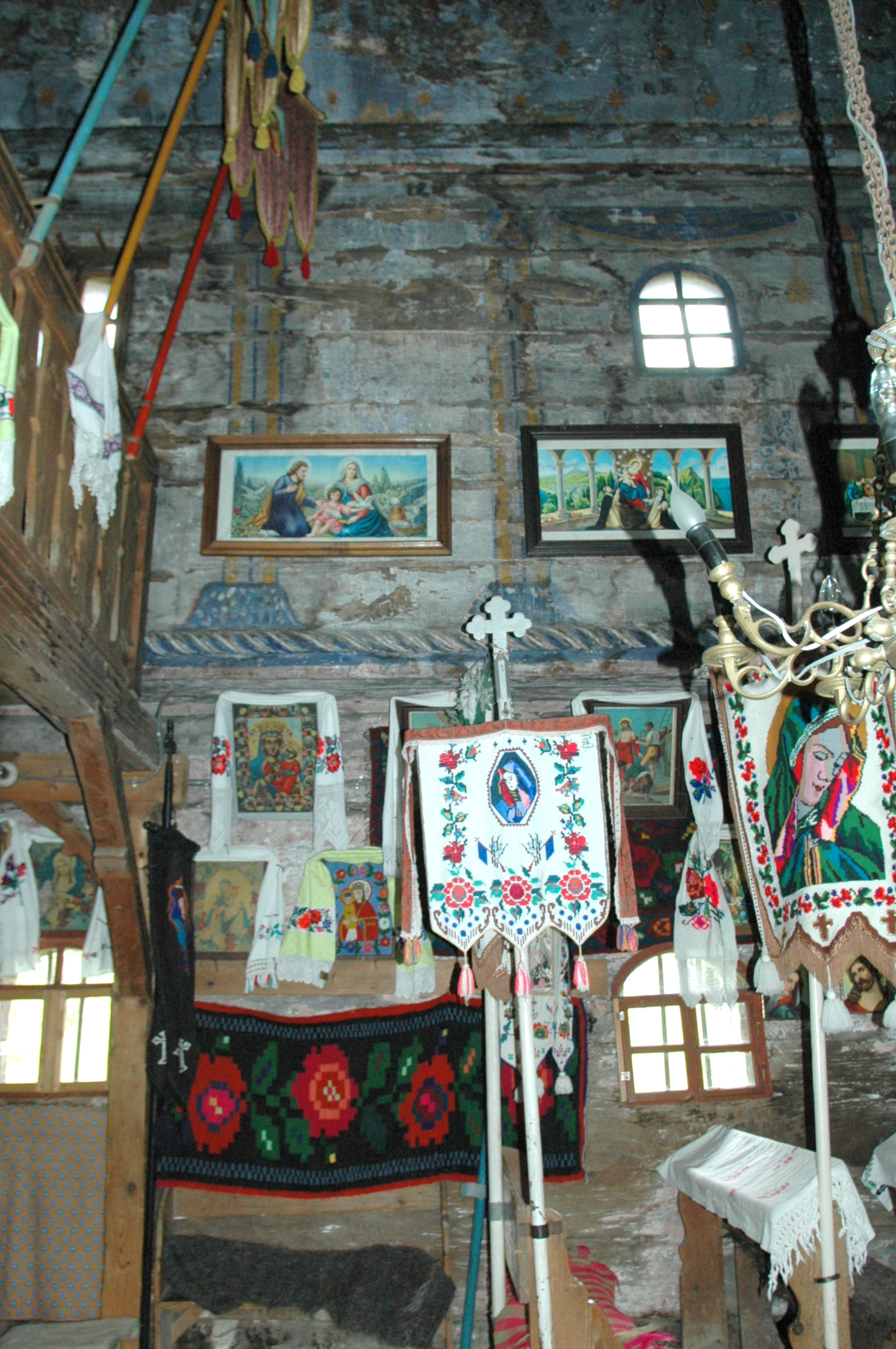
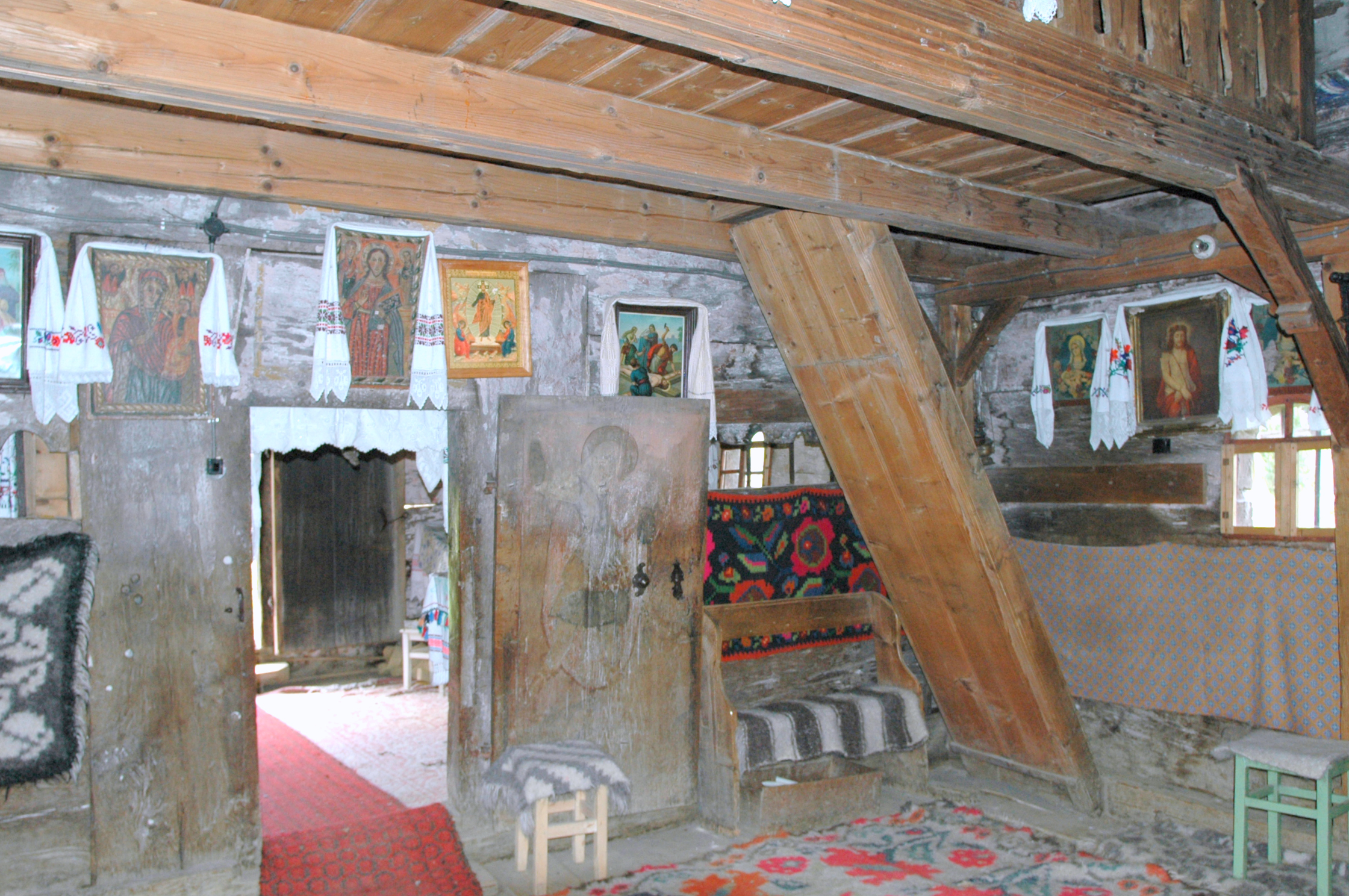
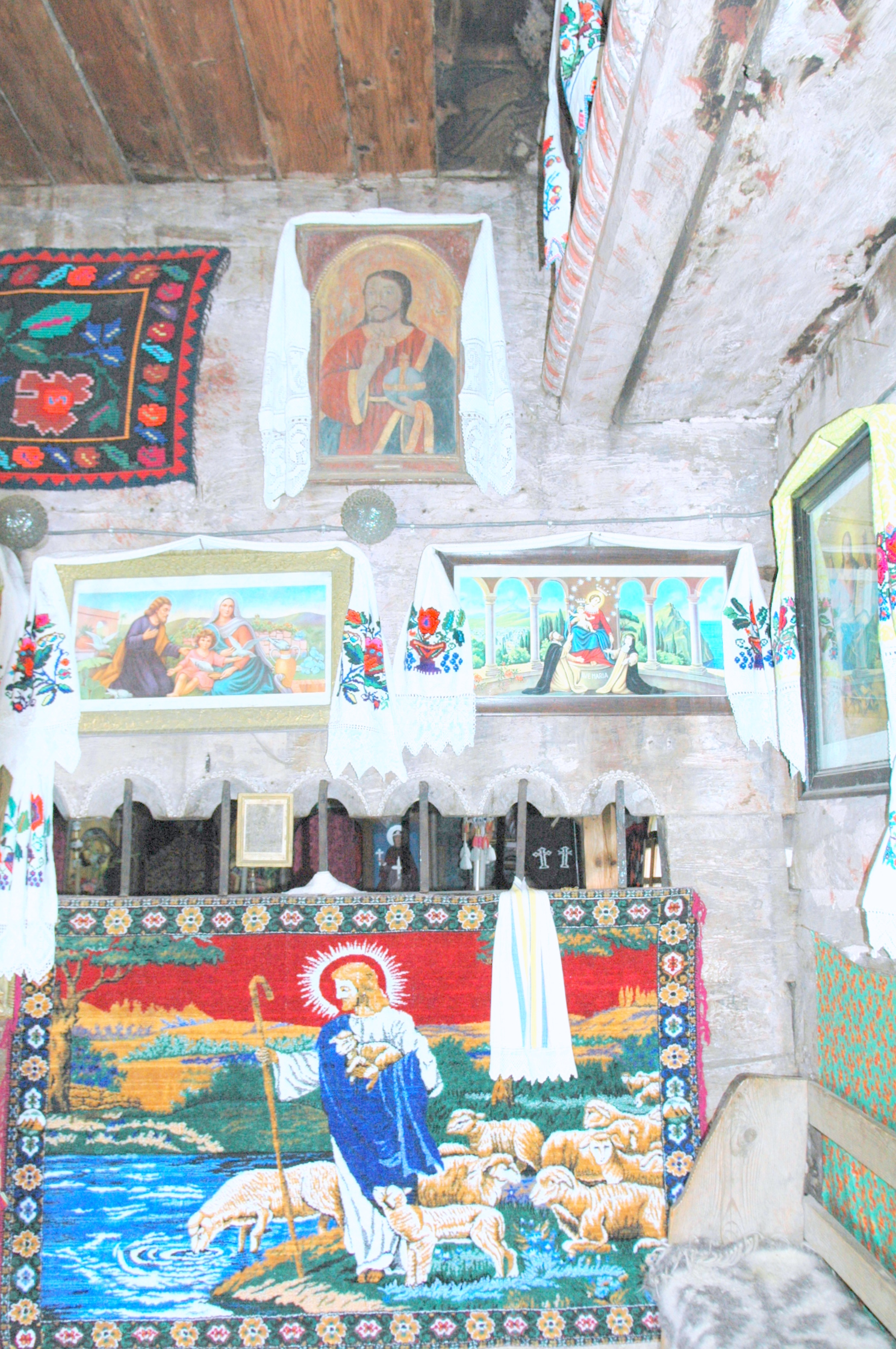
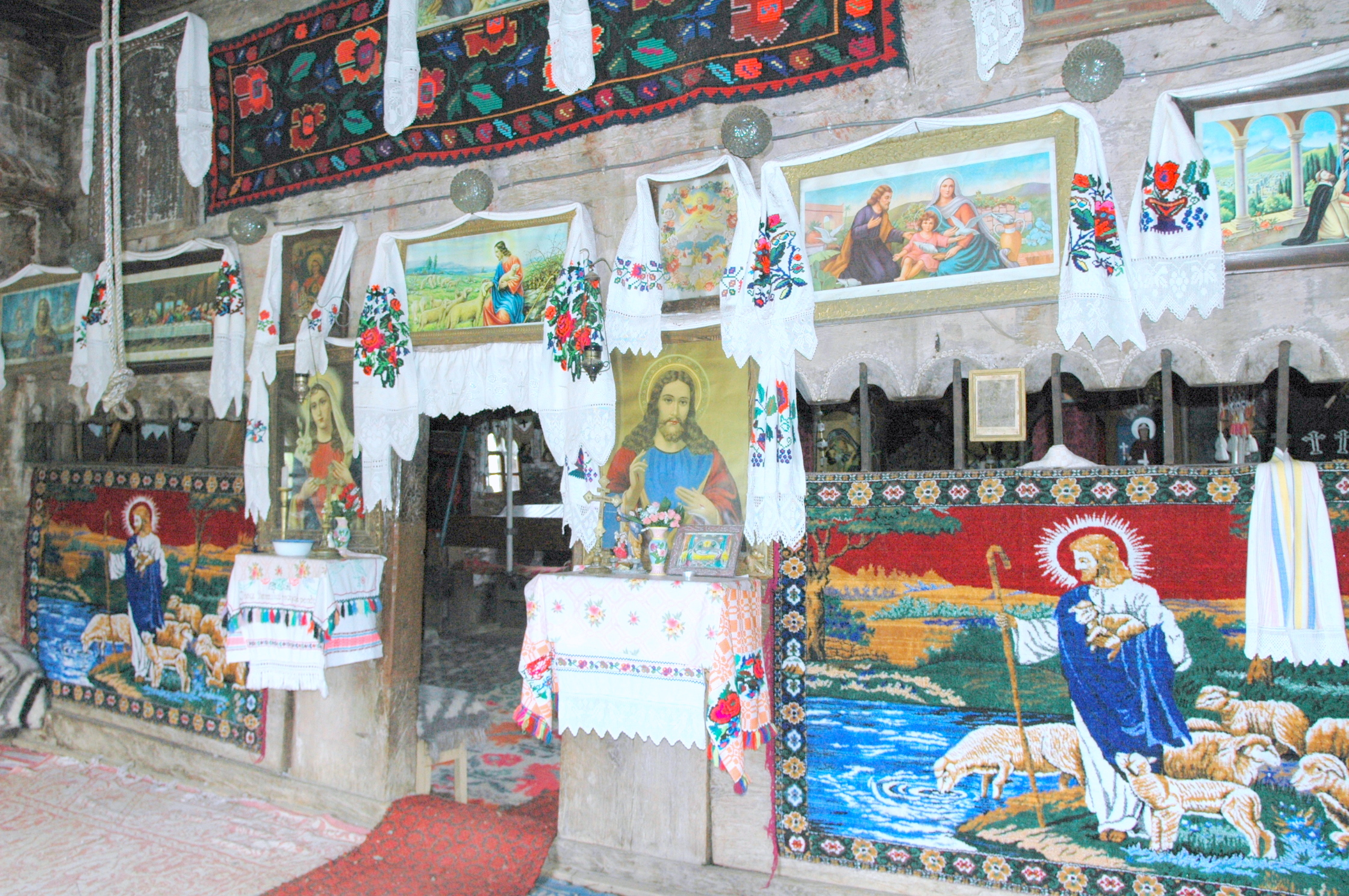
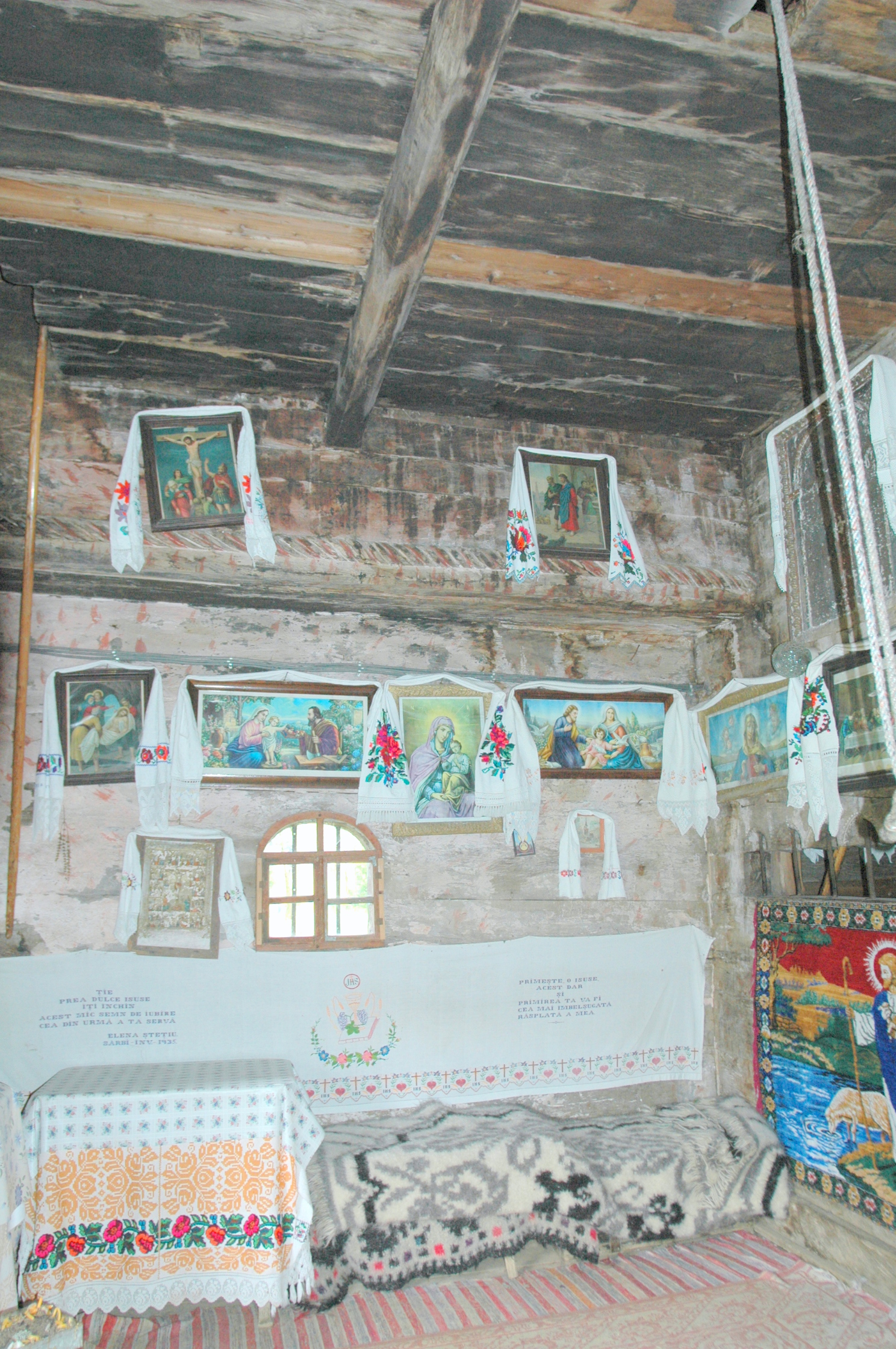

## Imagini din exterior

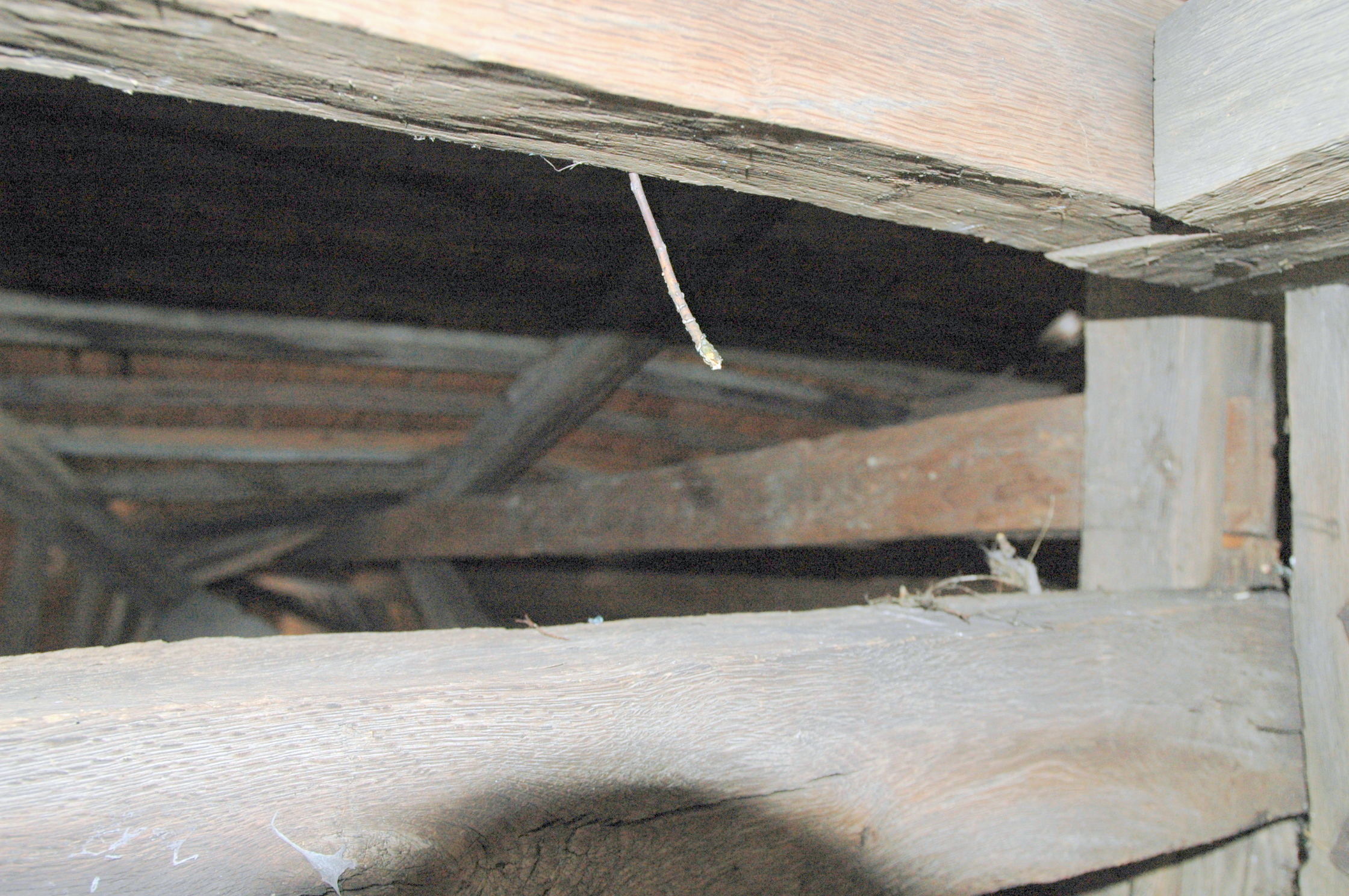
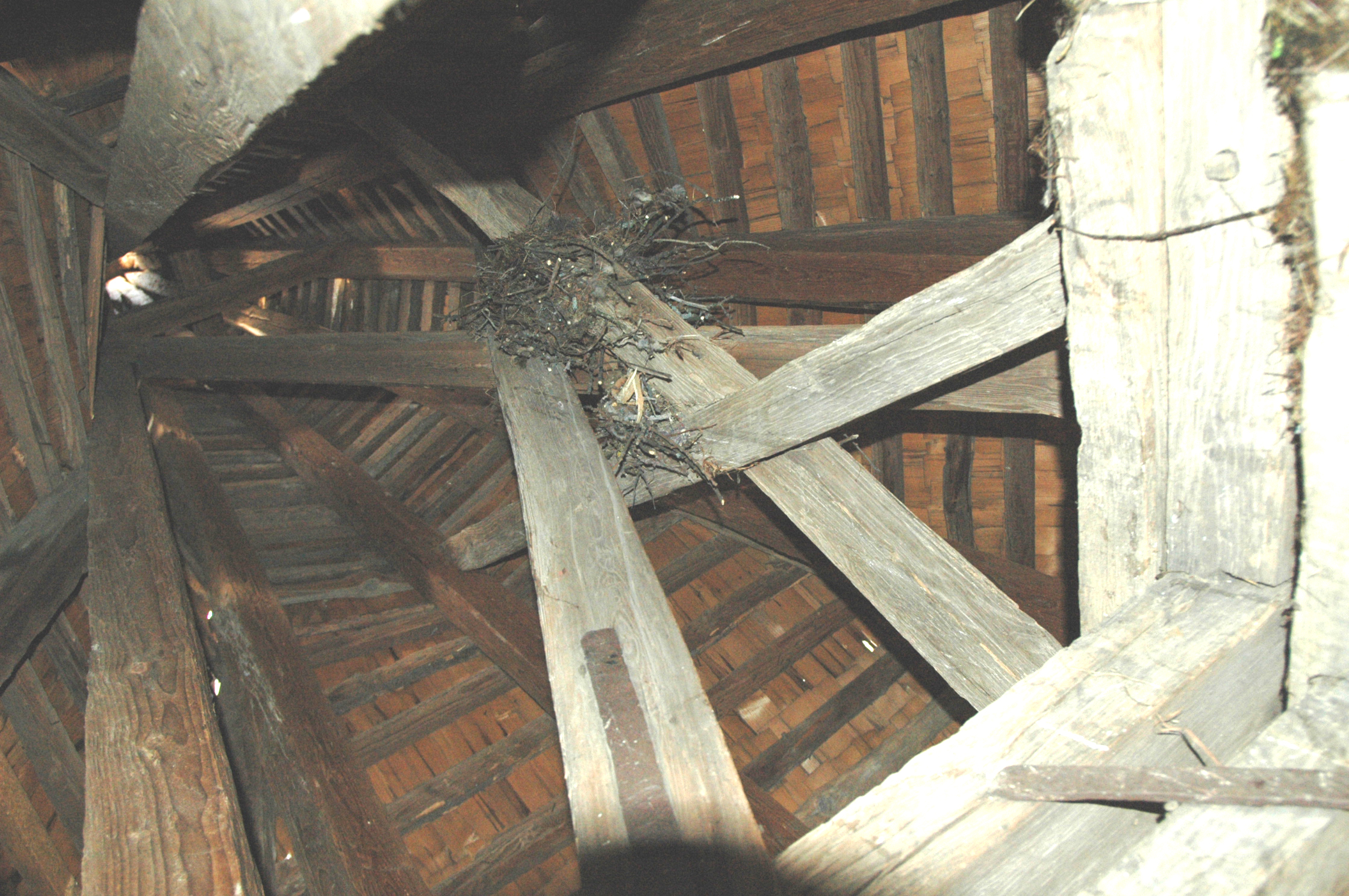
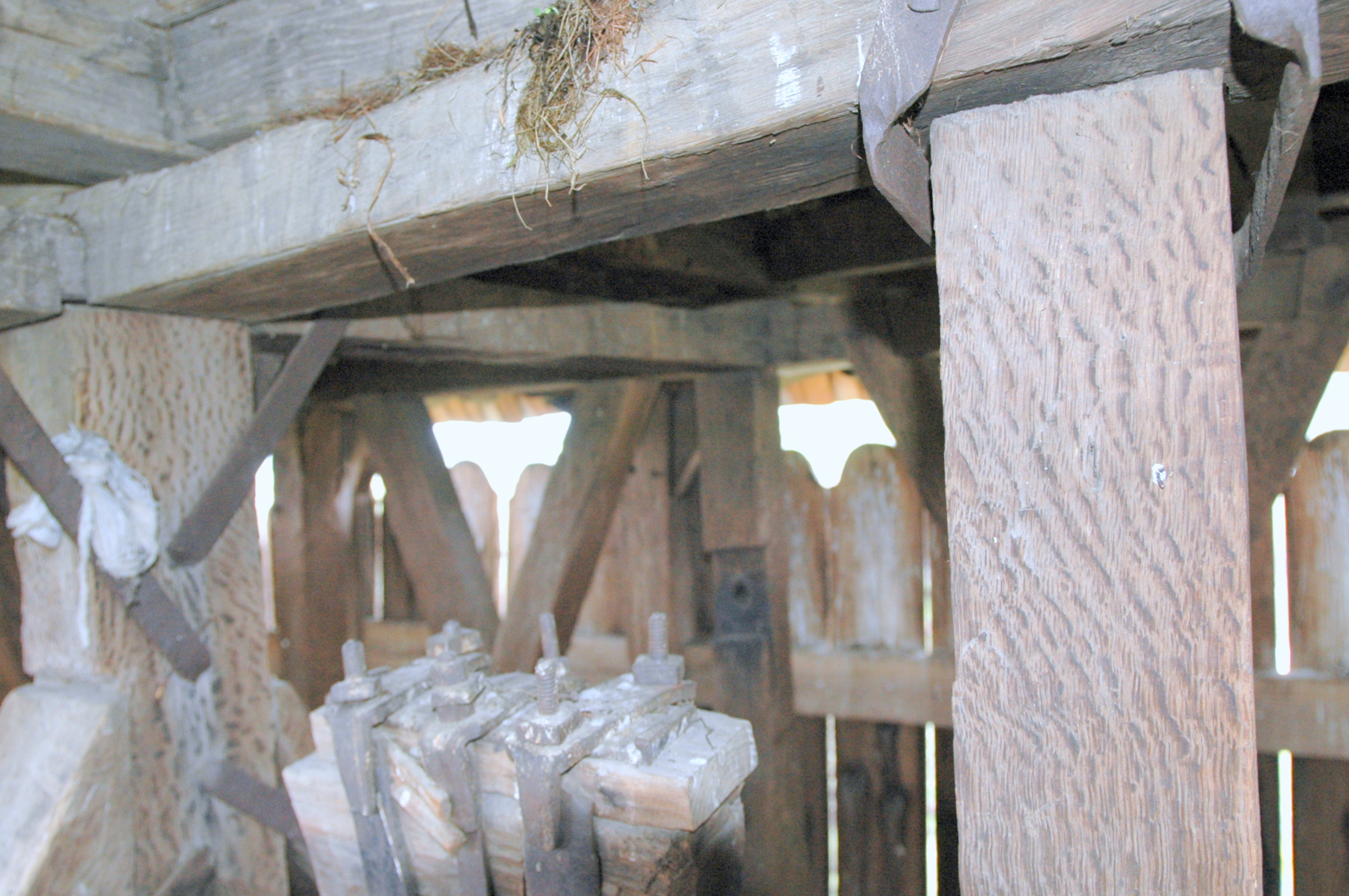
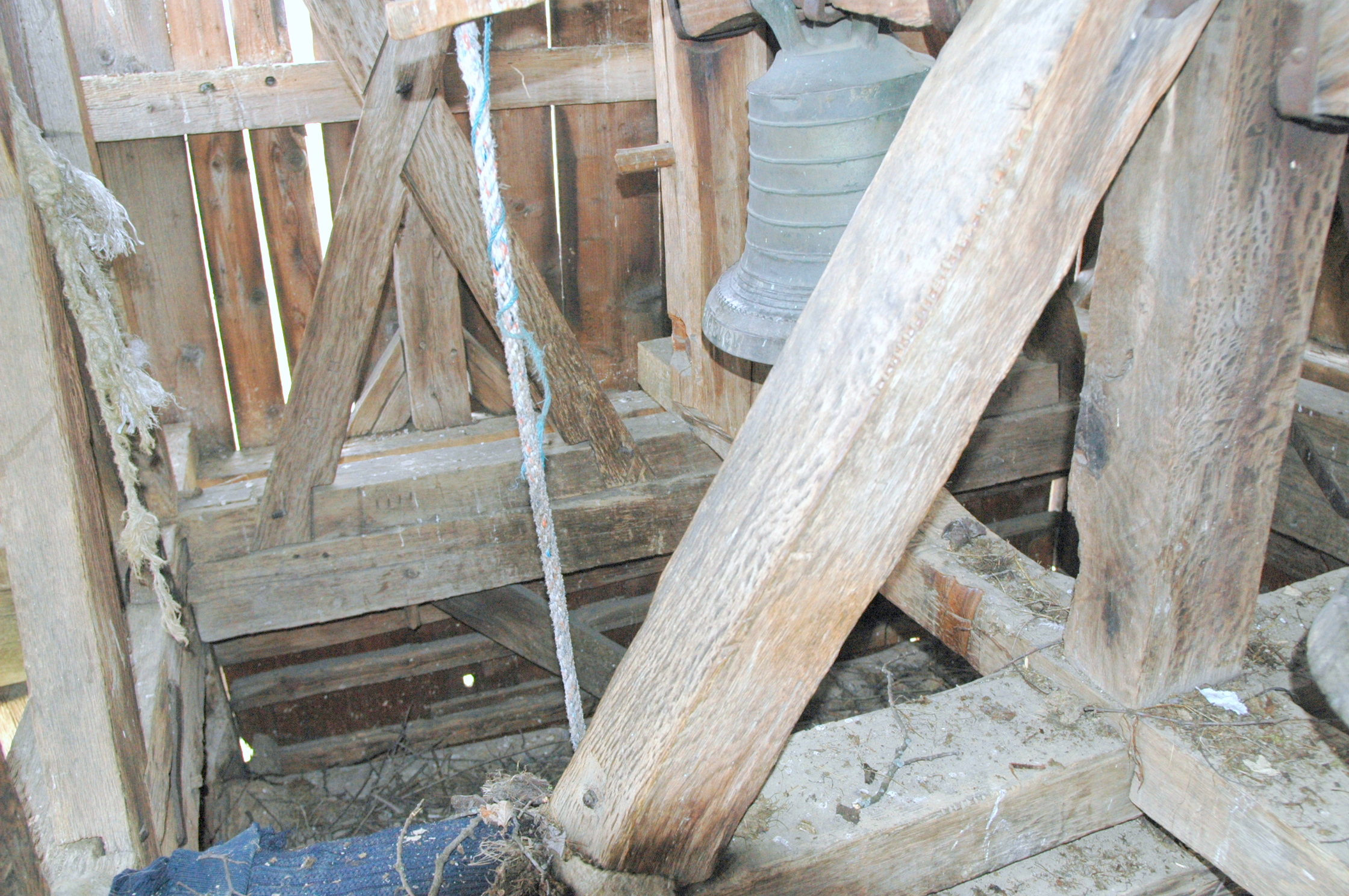
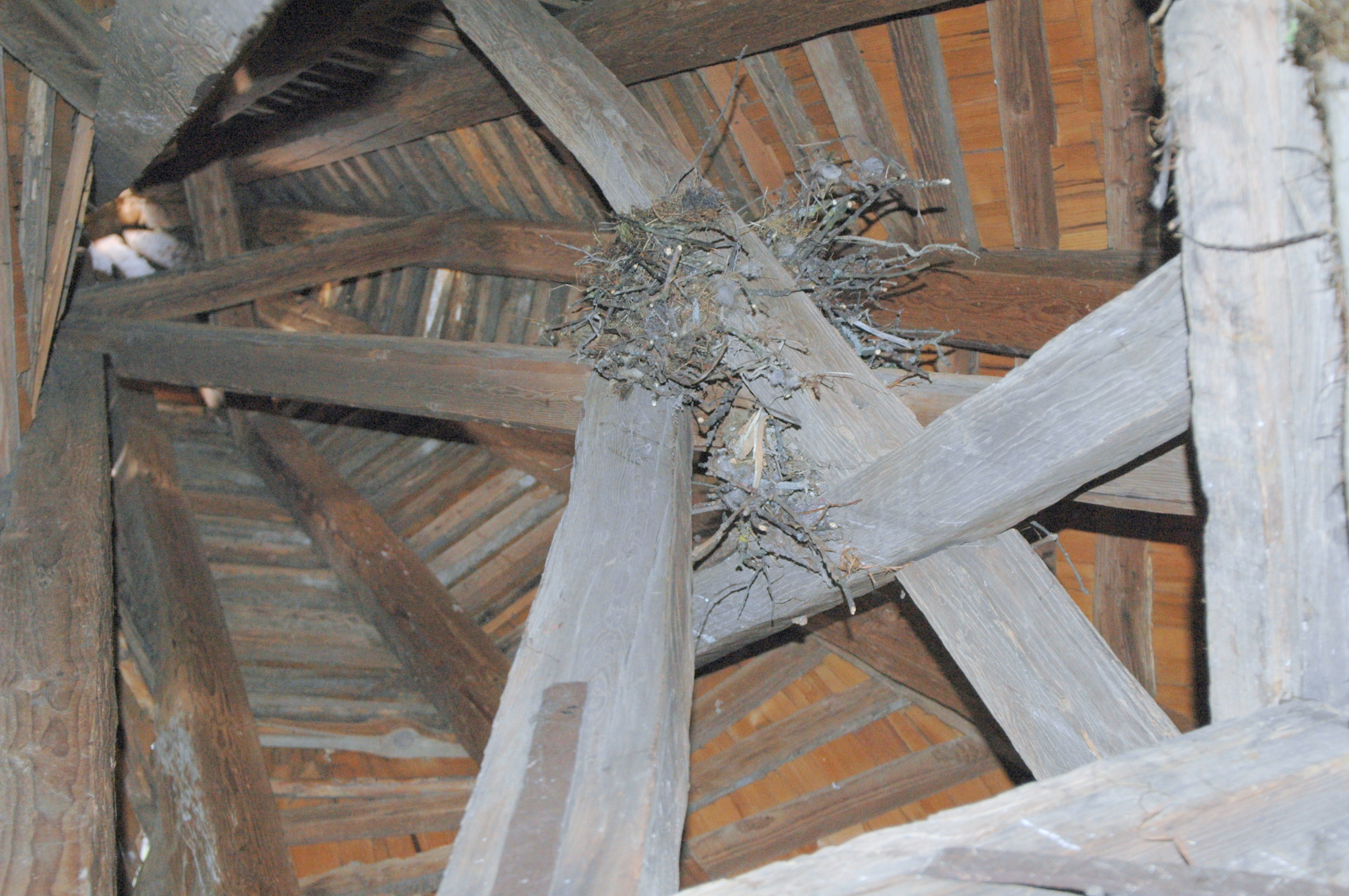
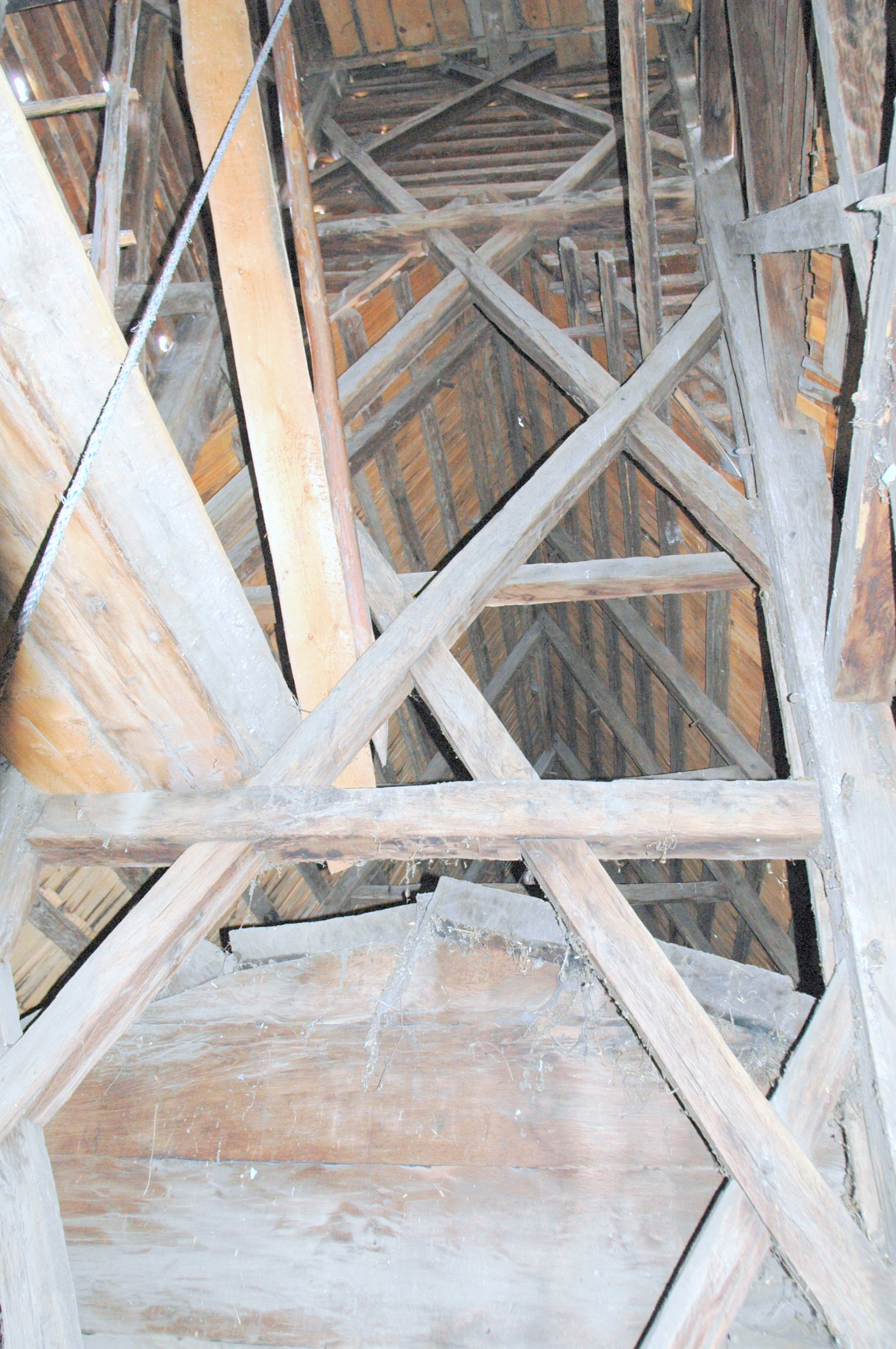
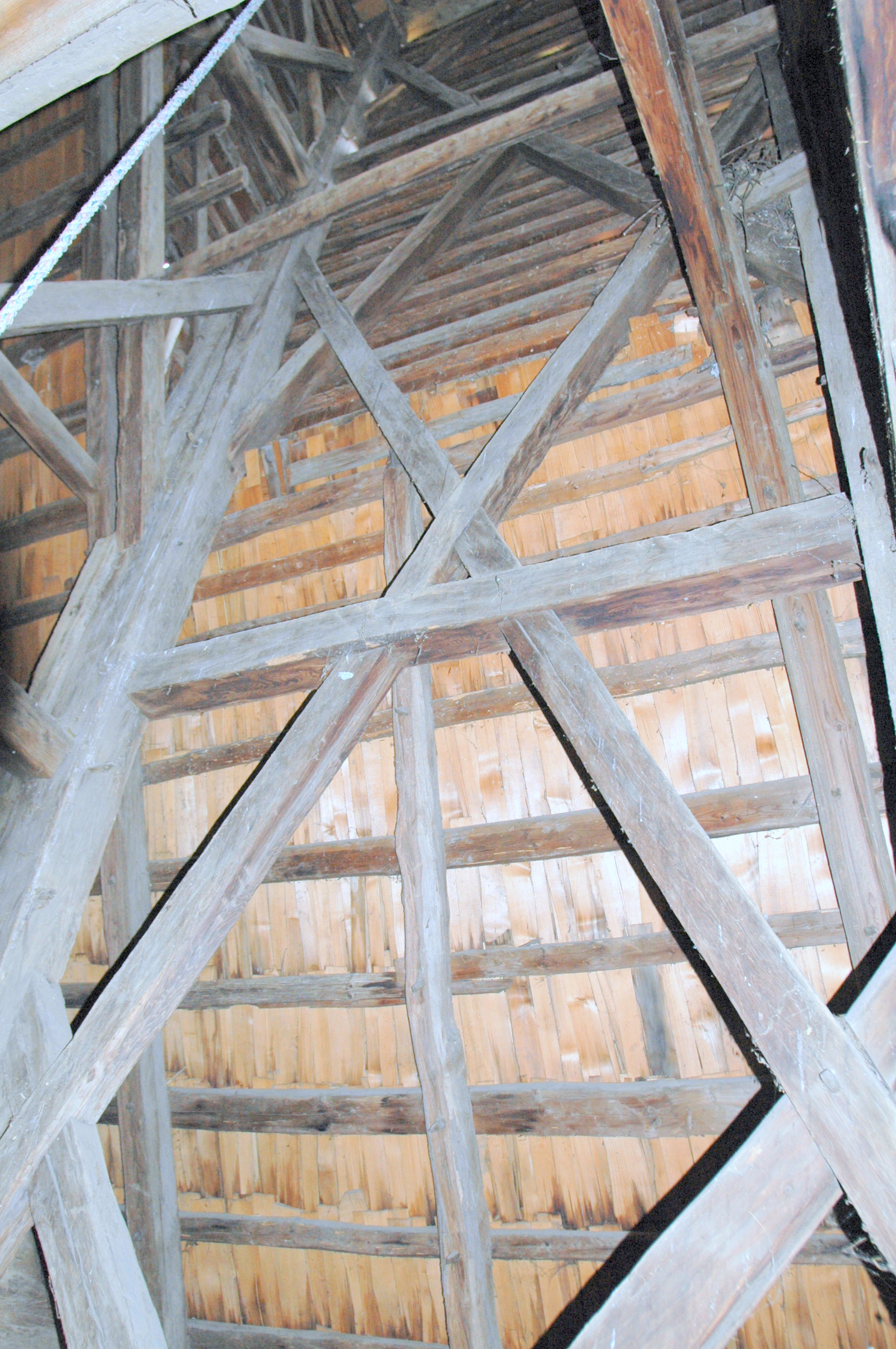
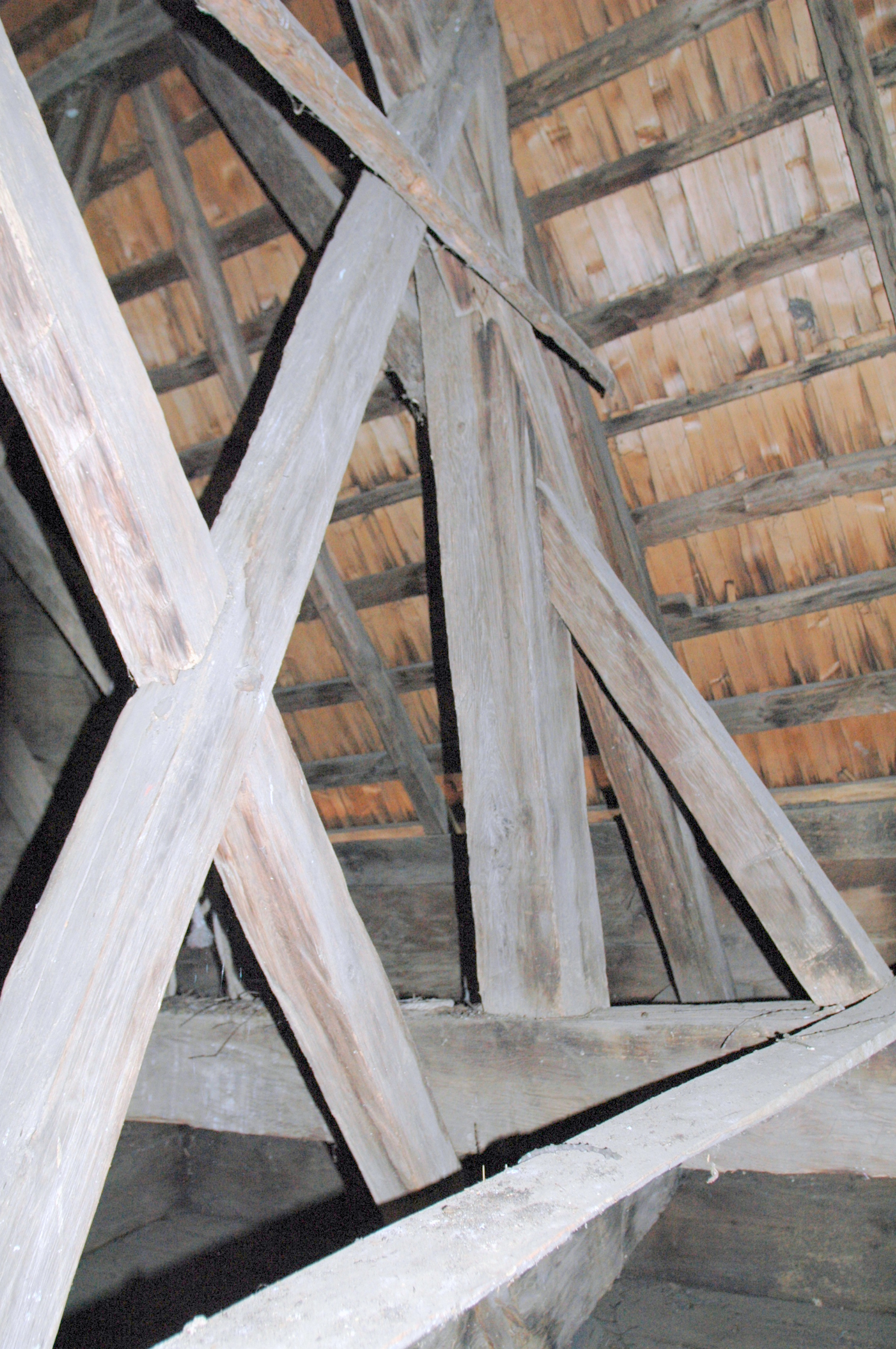
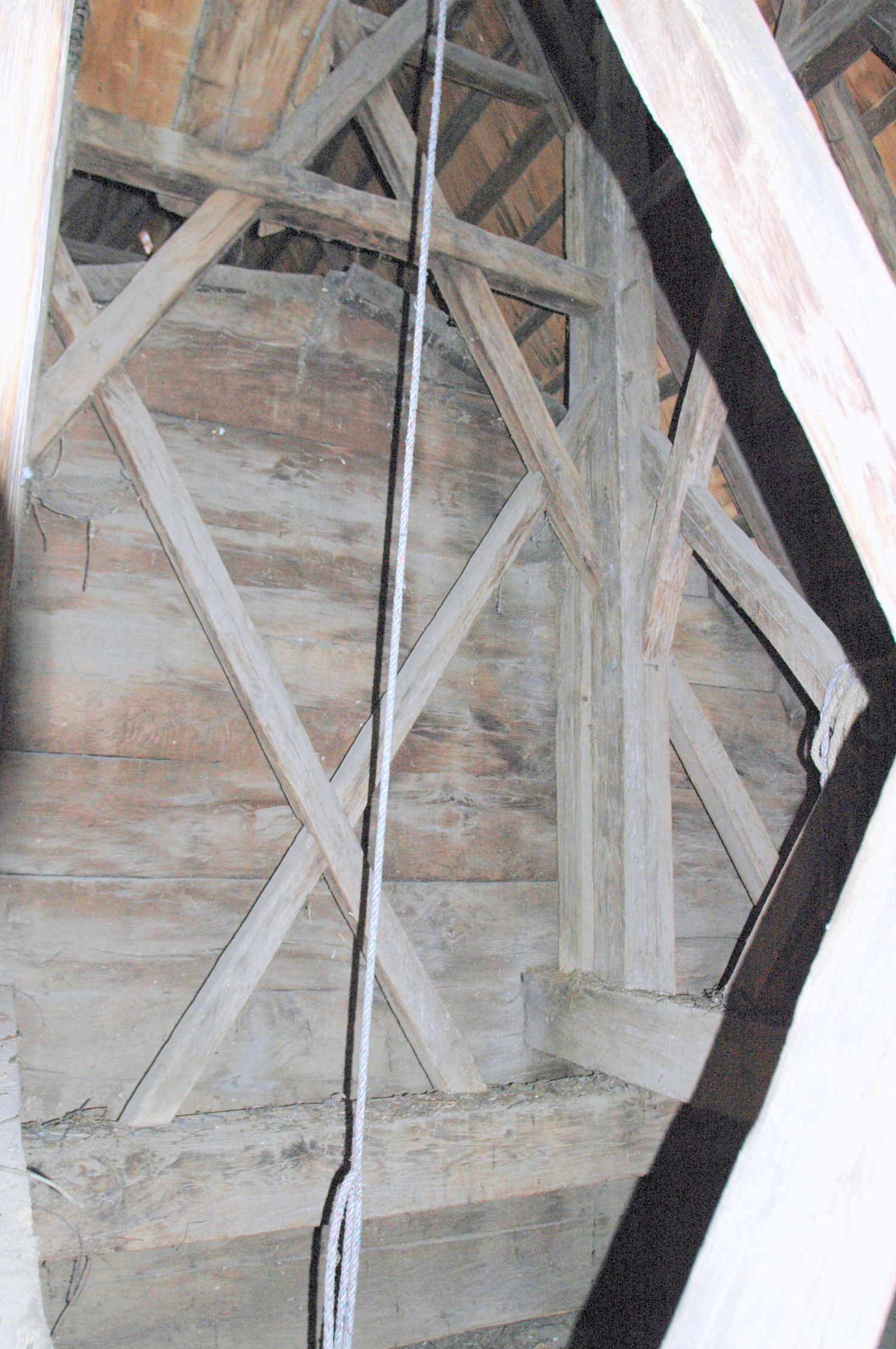
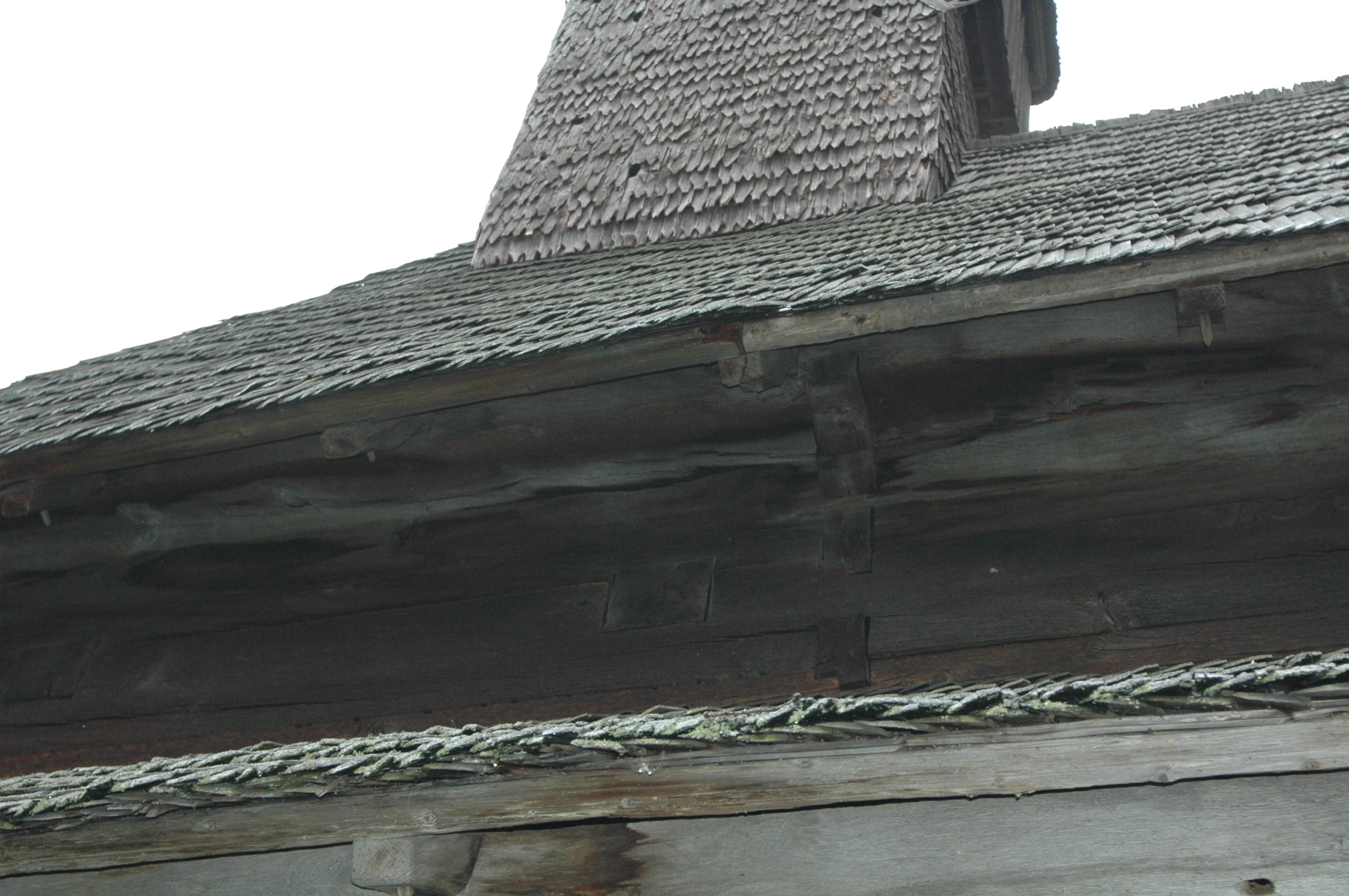
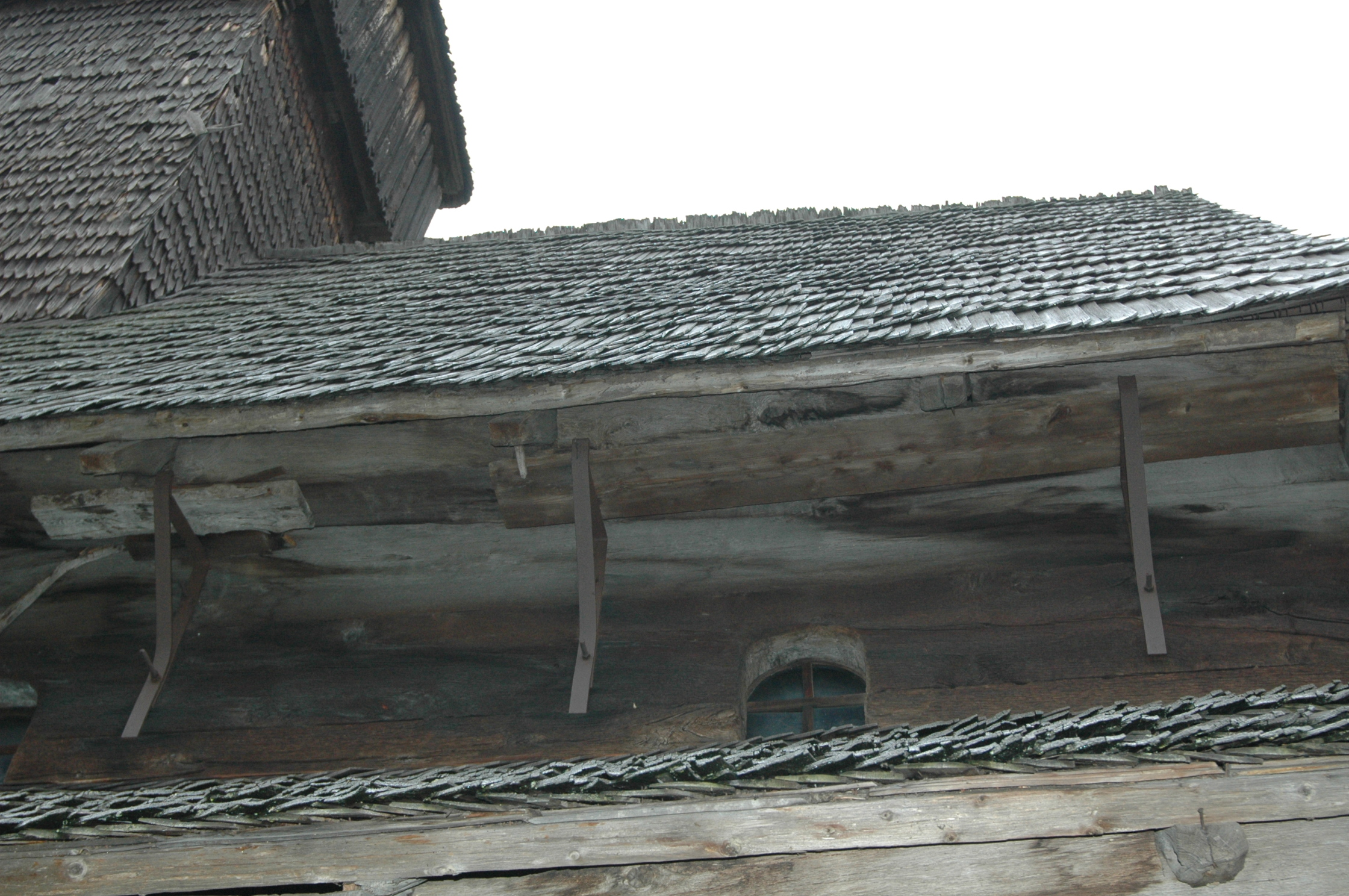
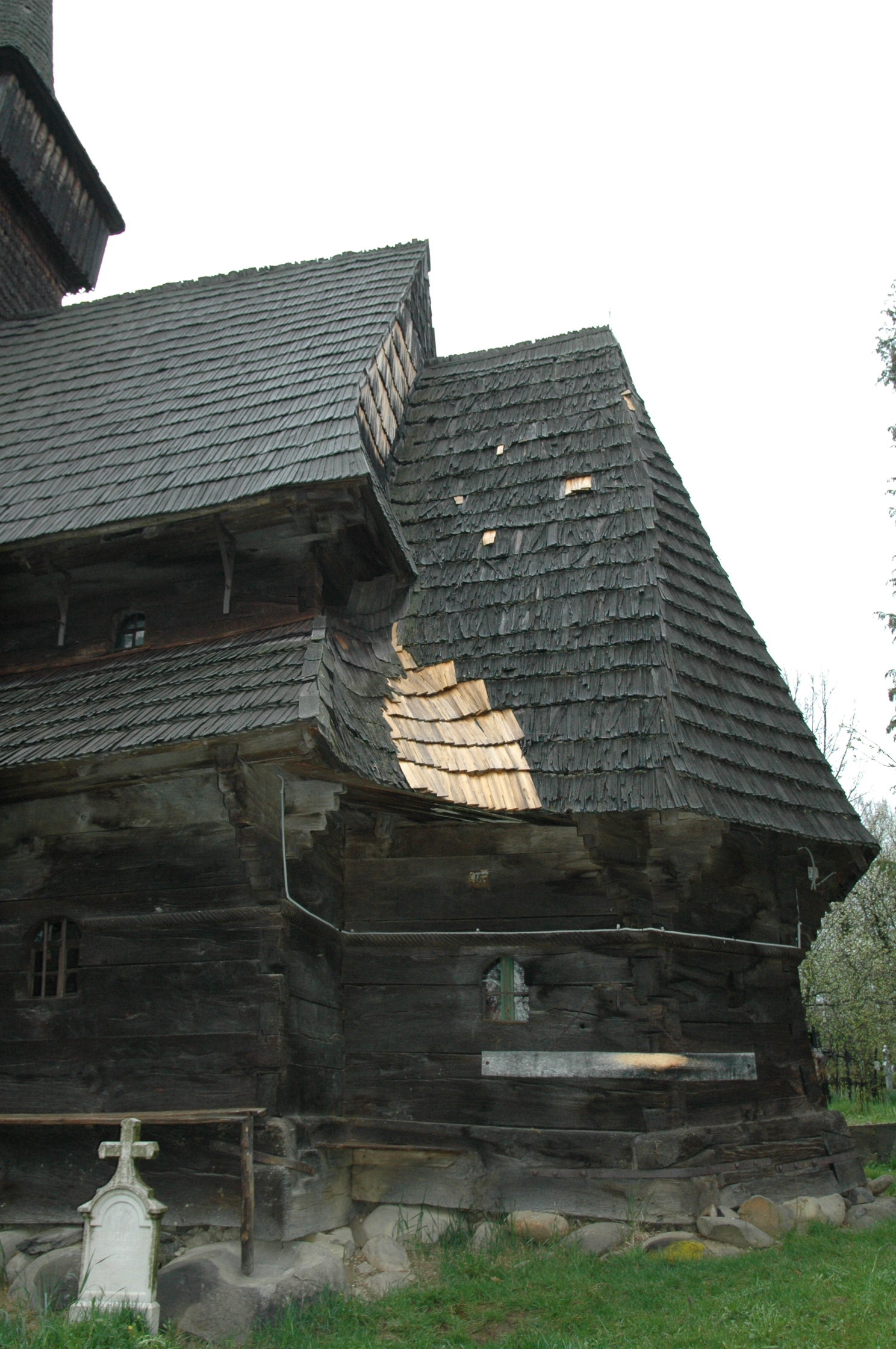
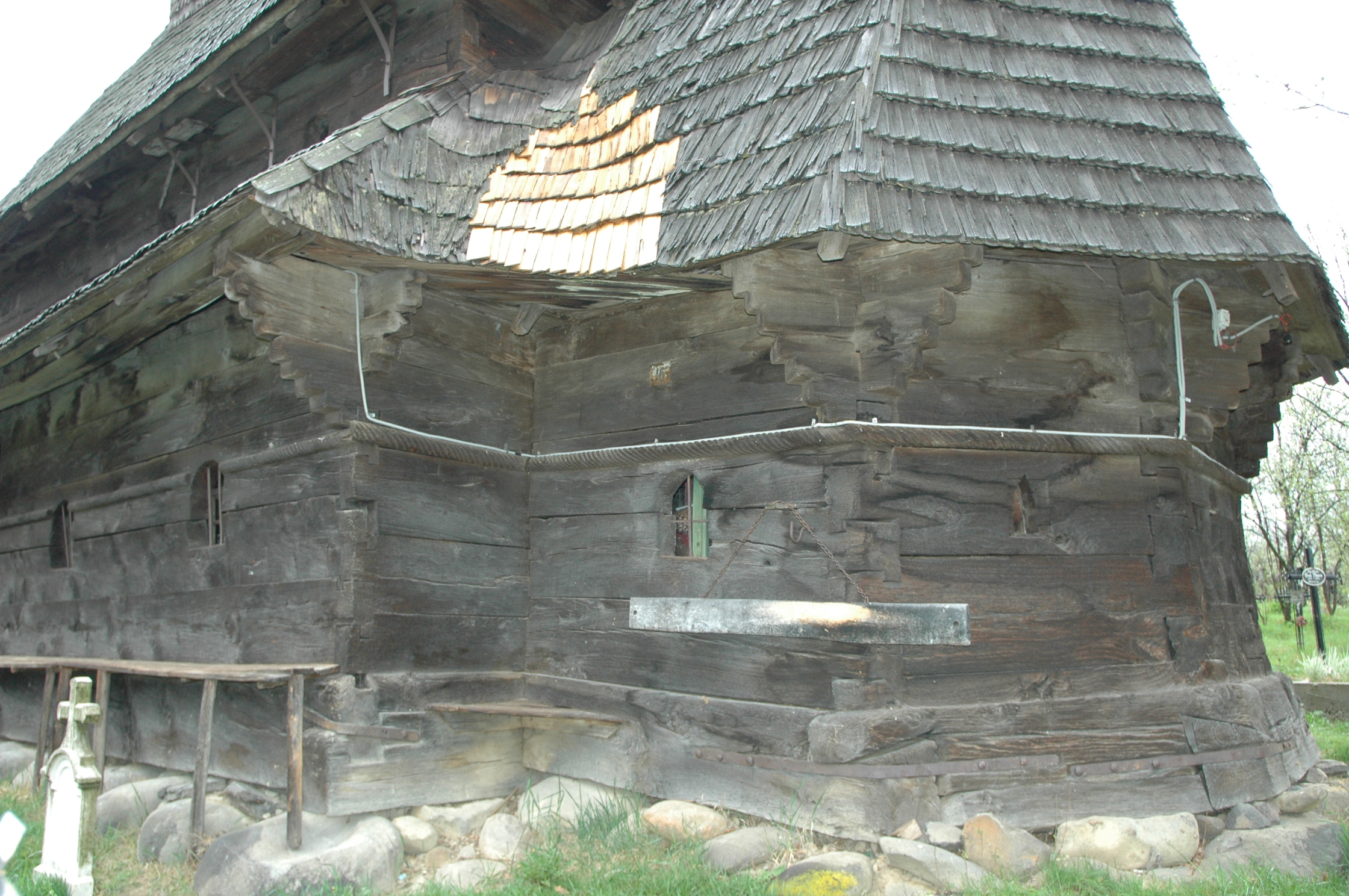
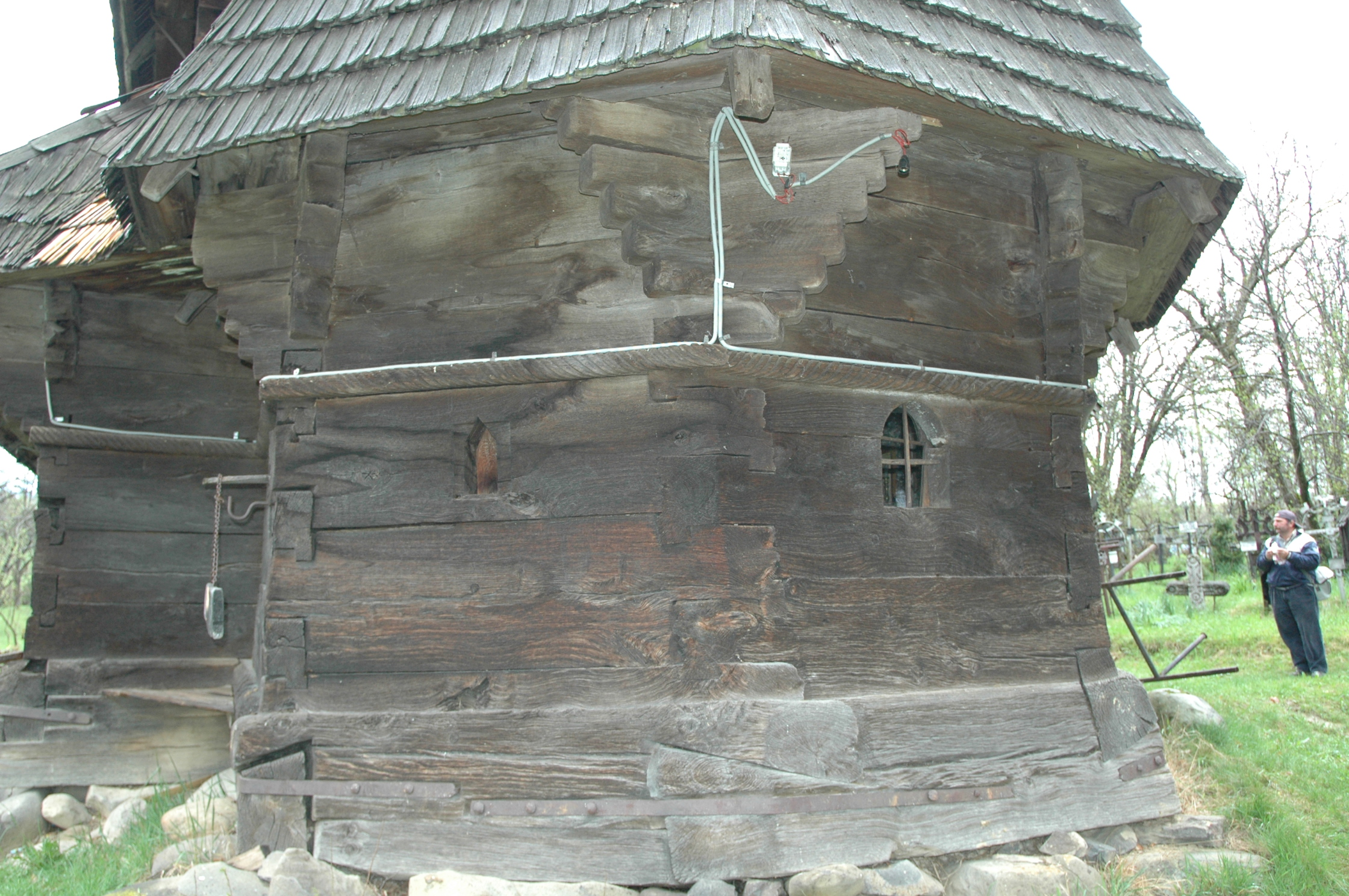
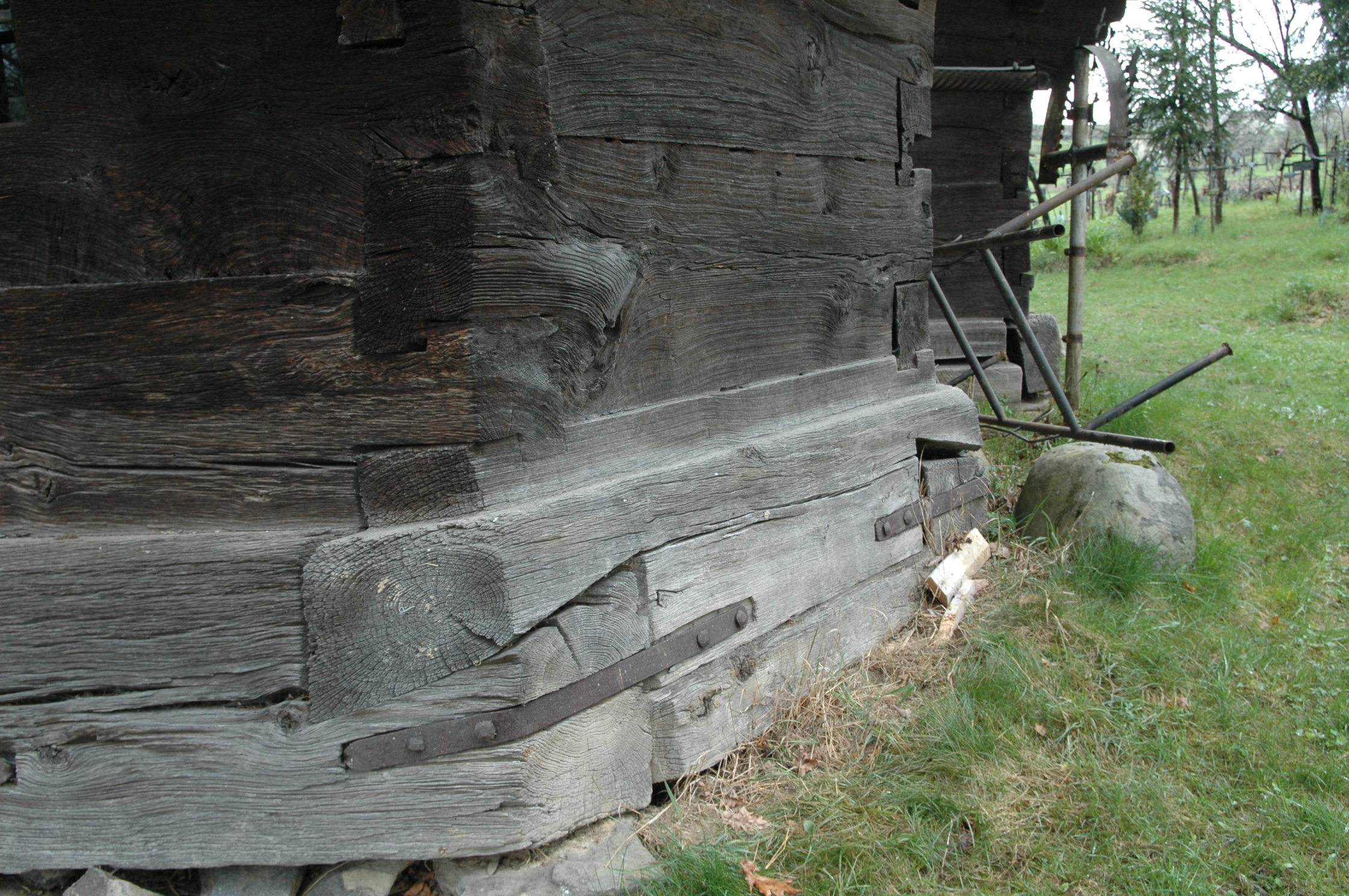
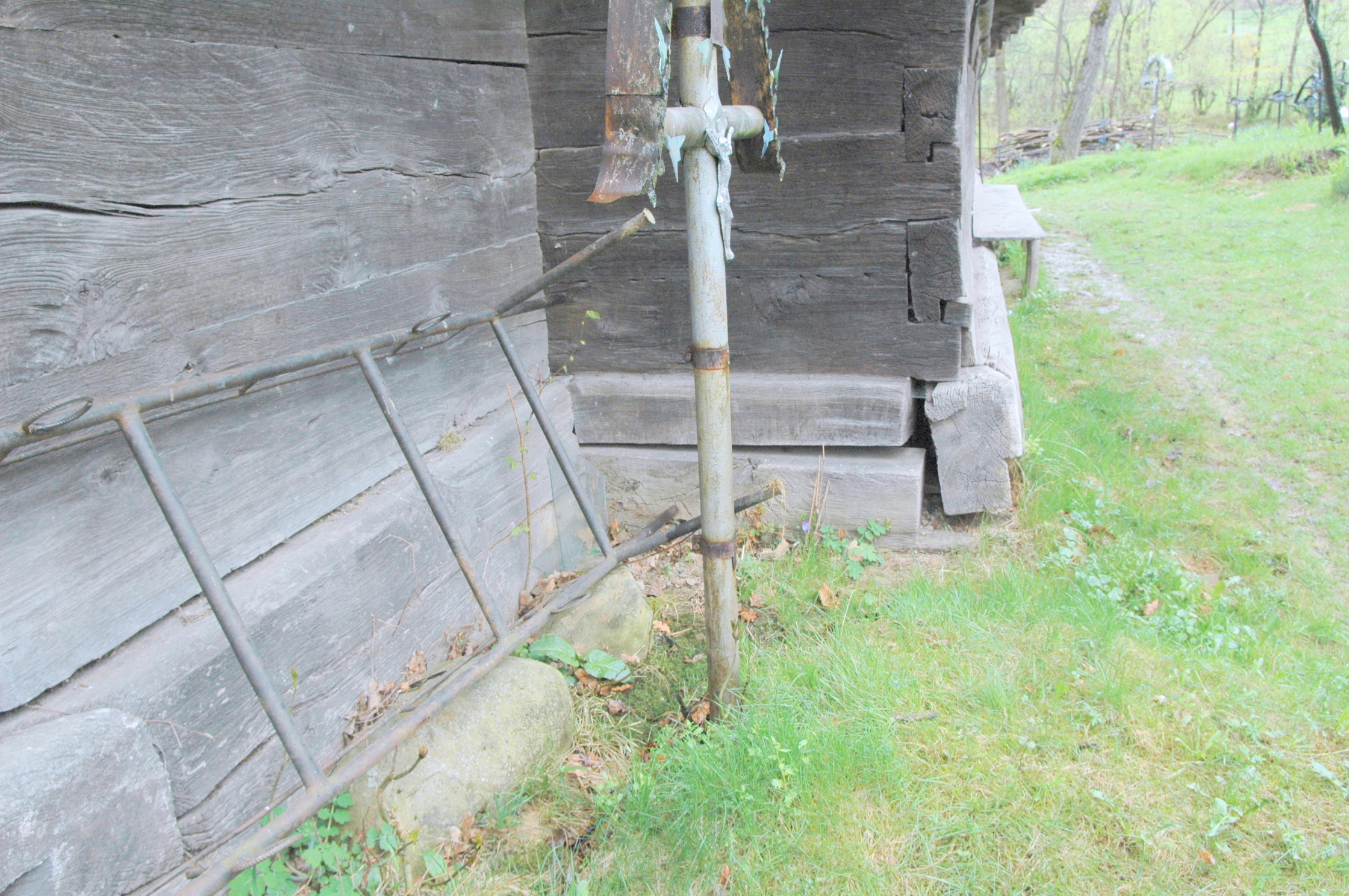
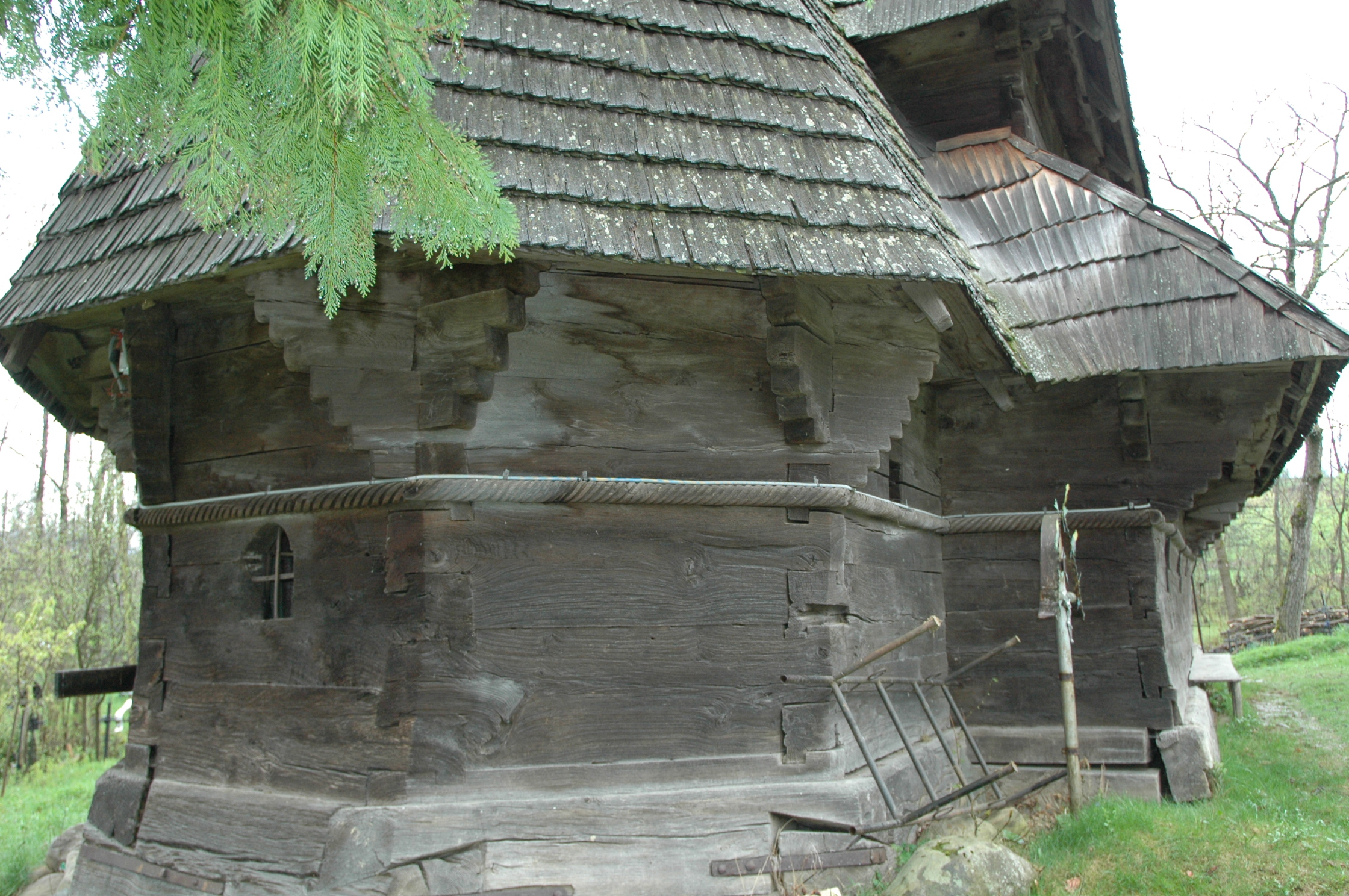
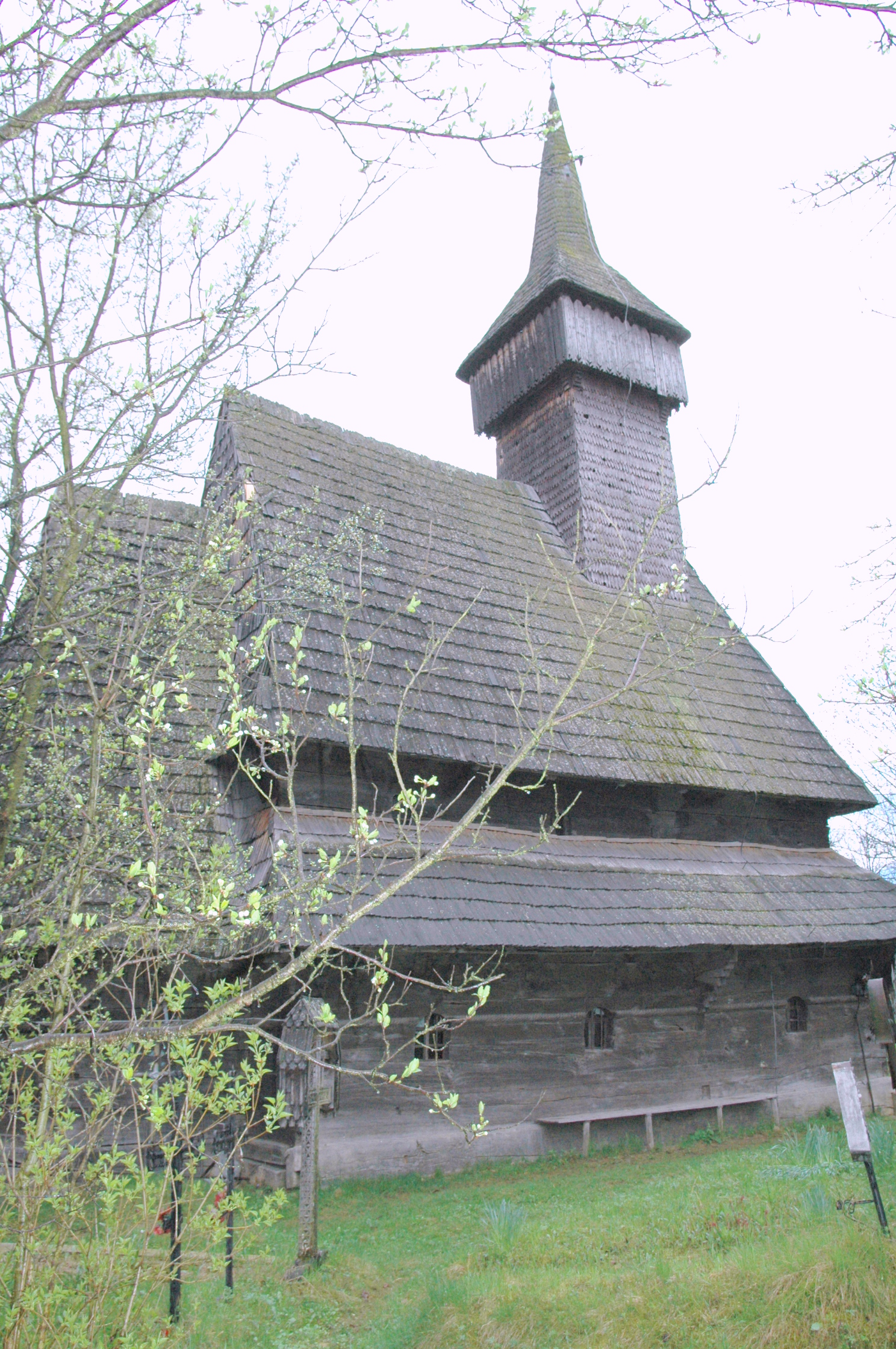
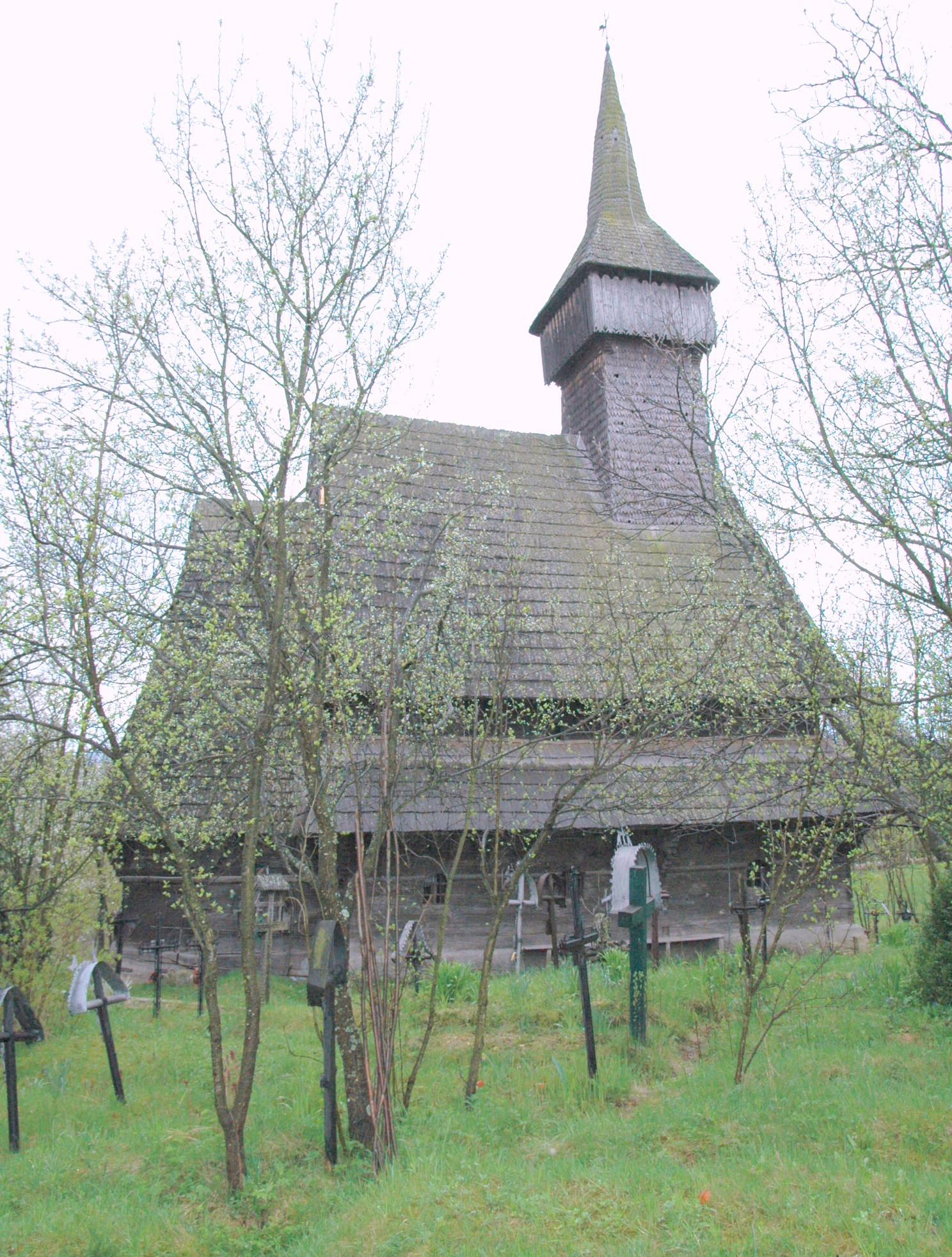
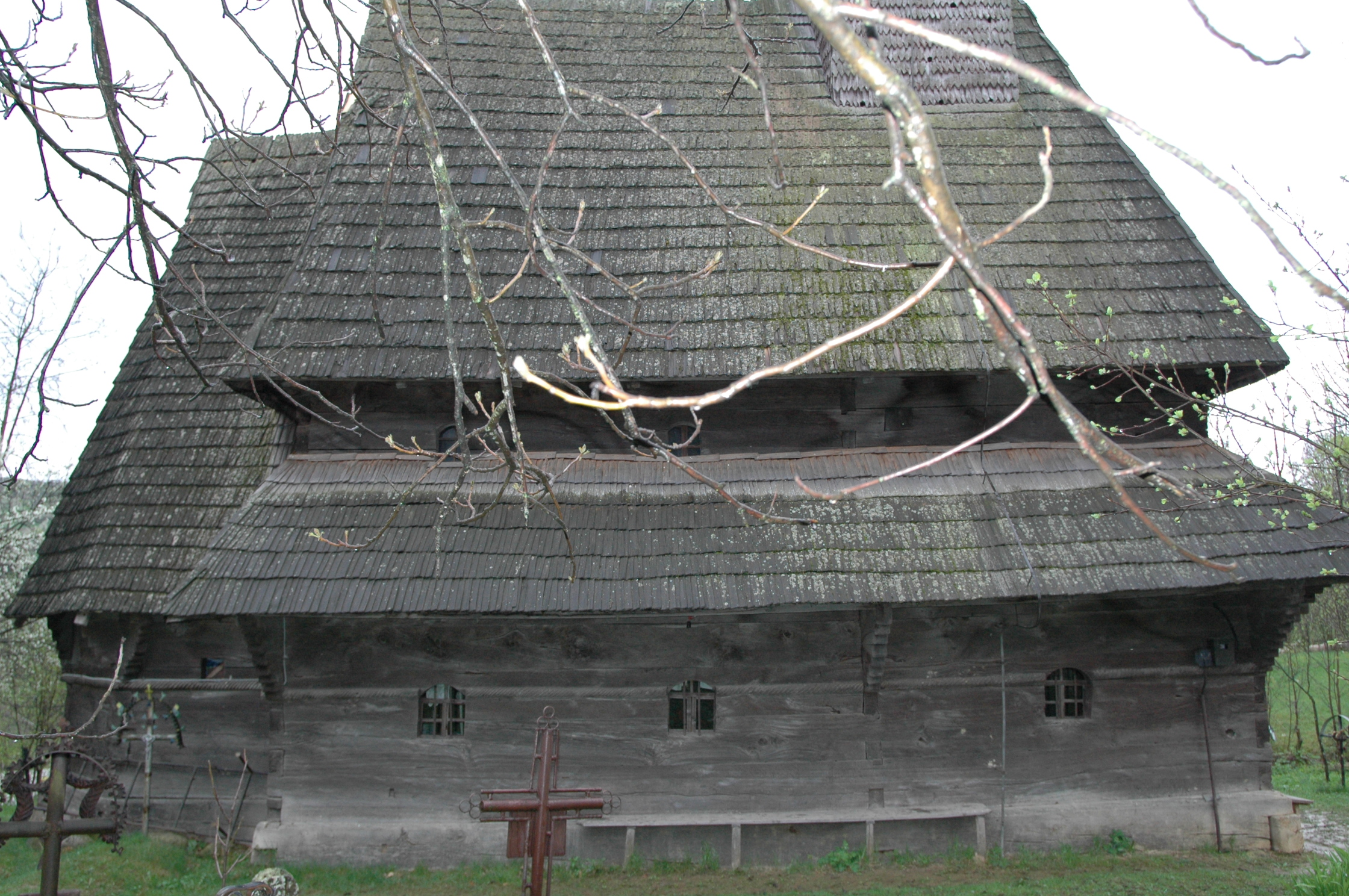
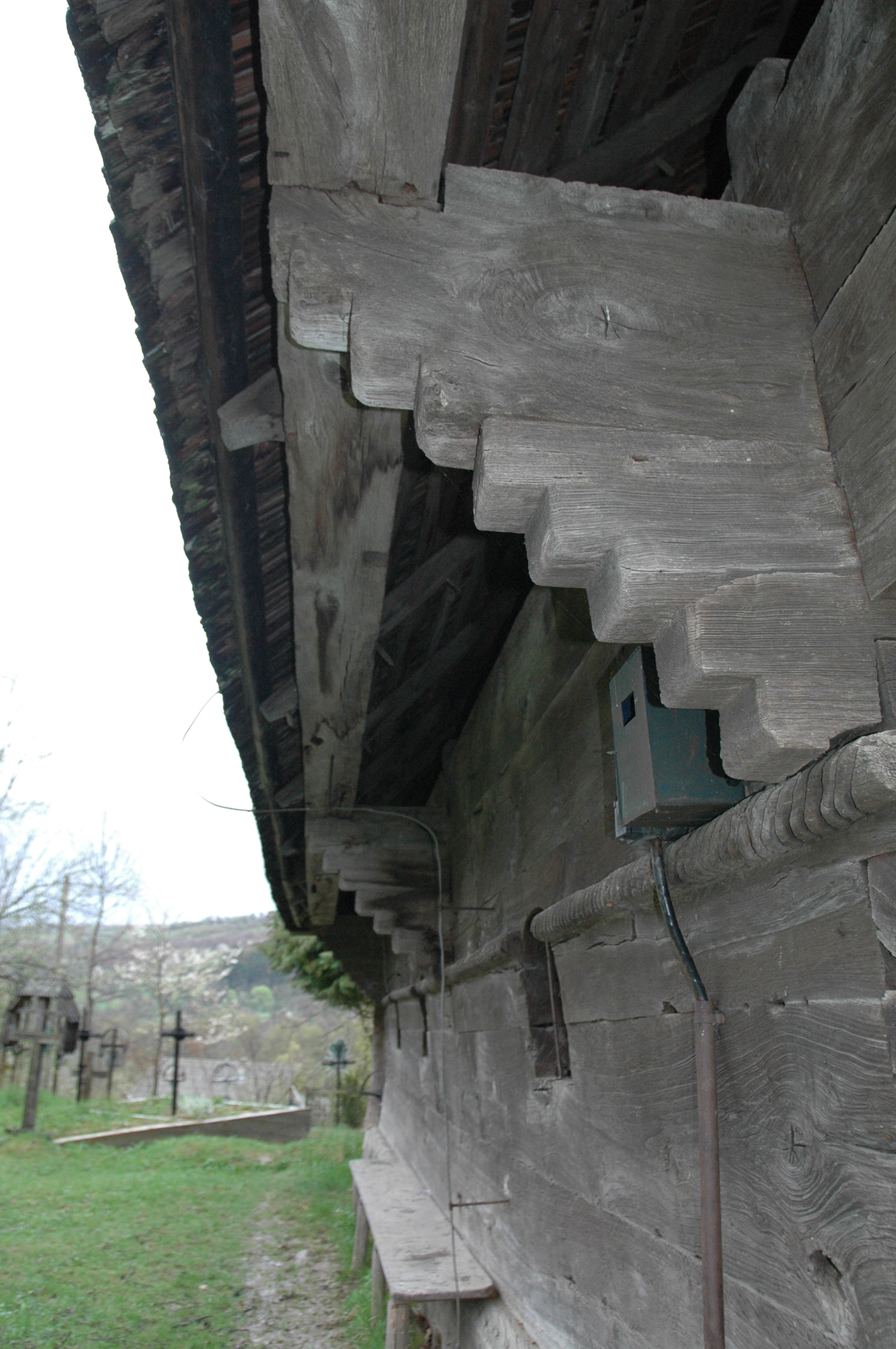
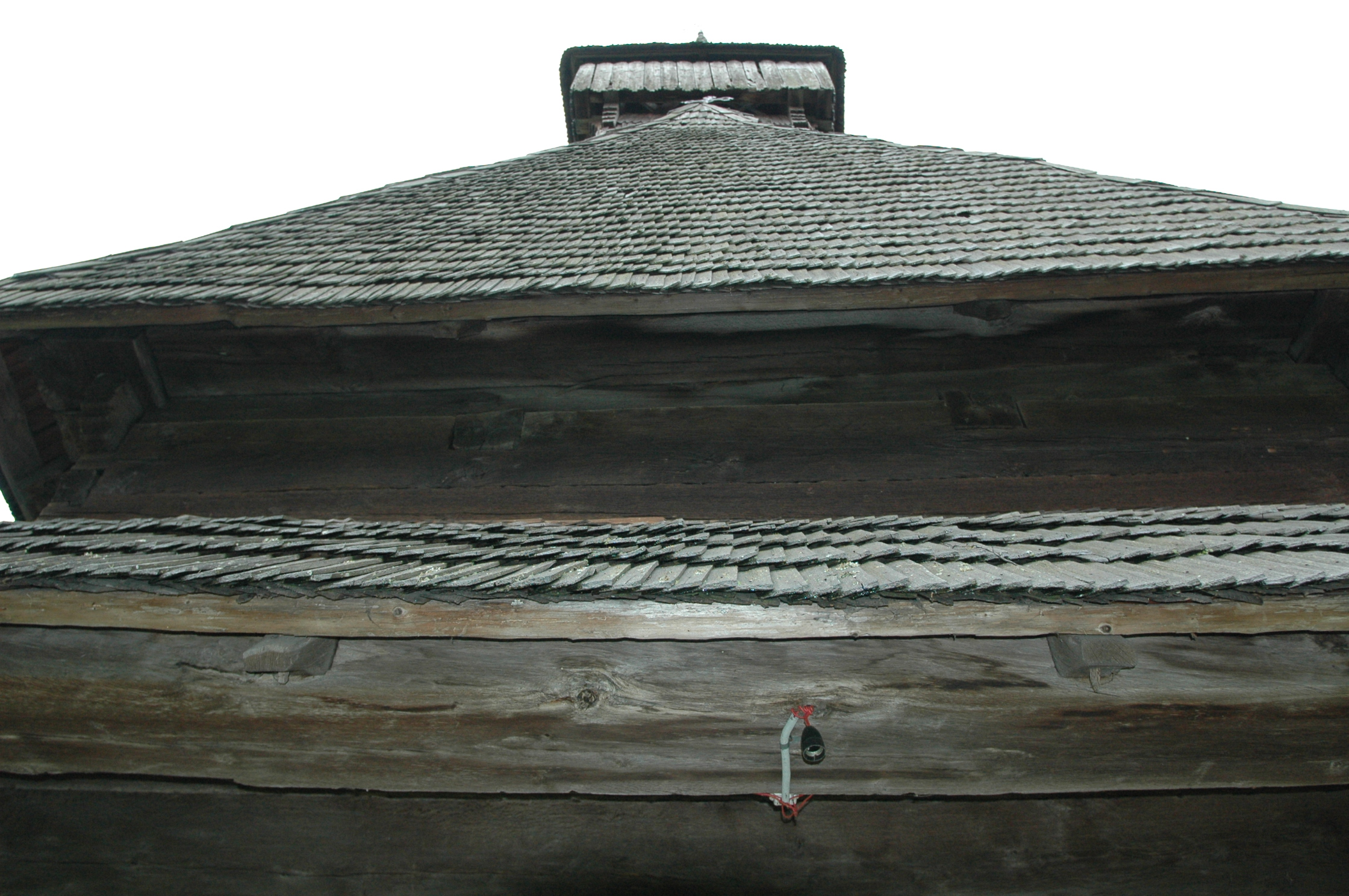
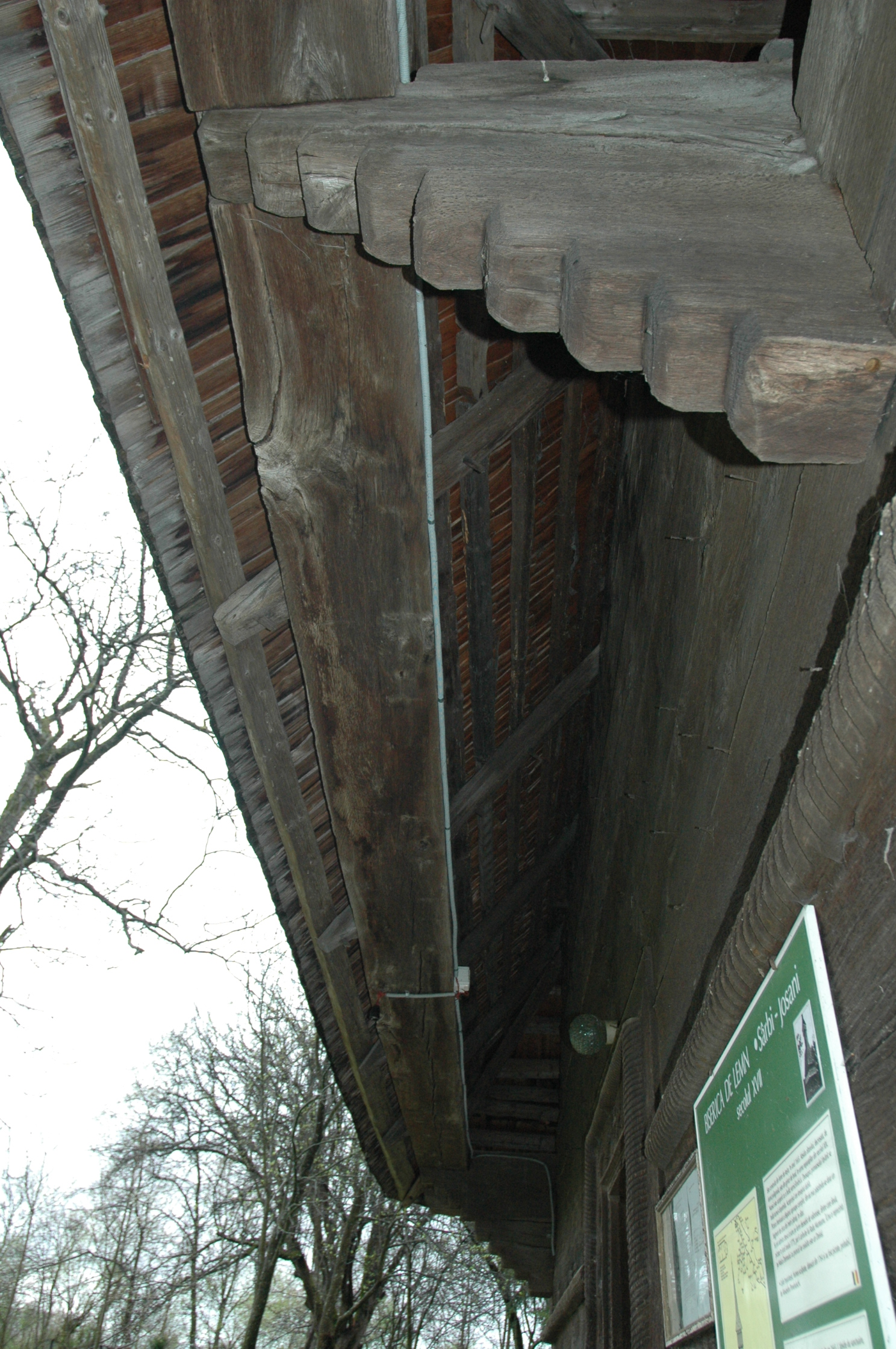
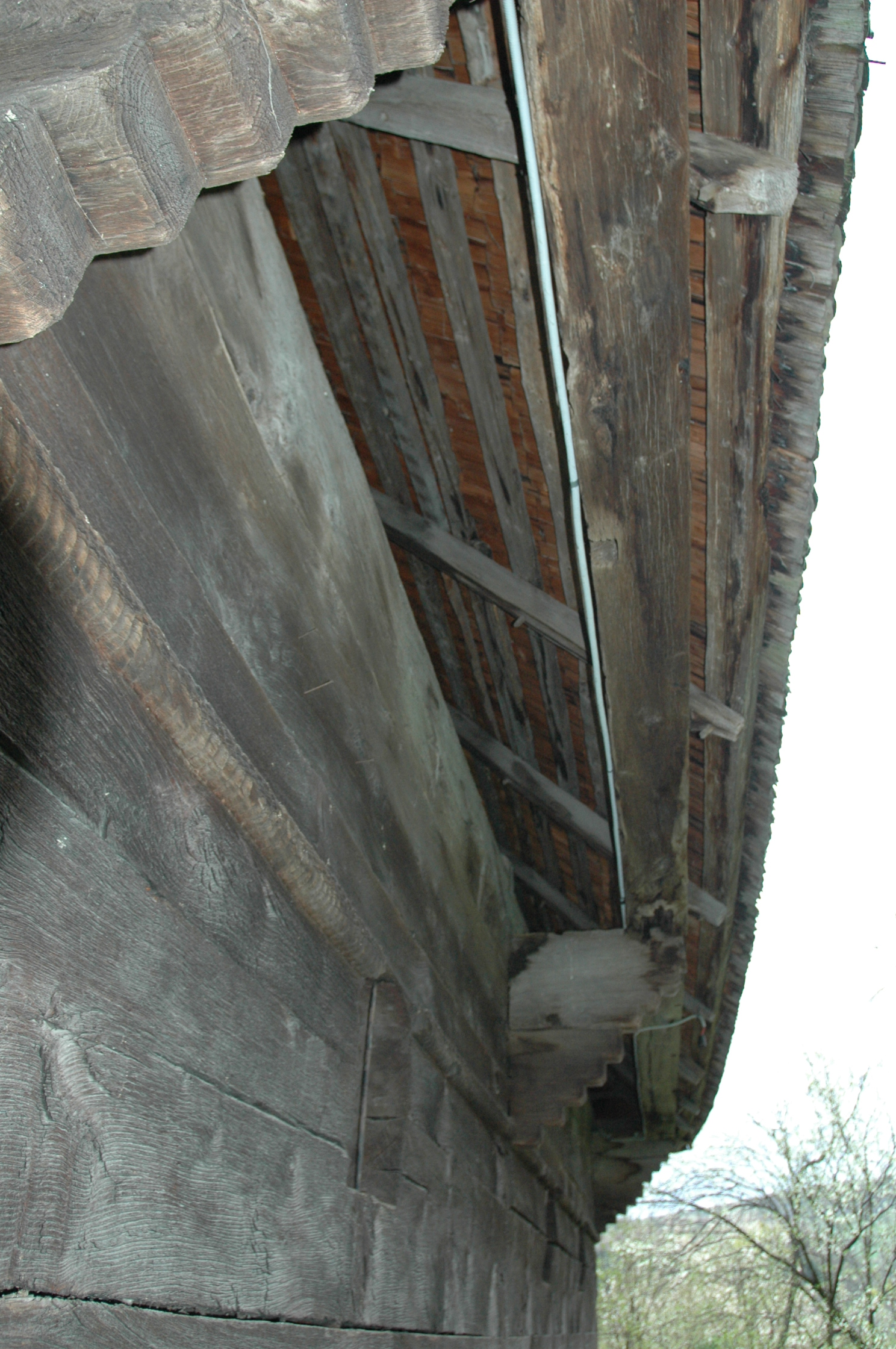
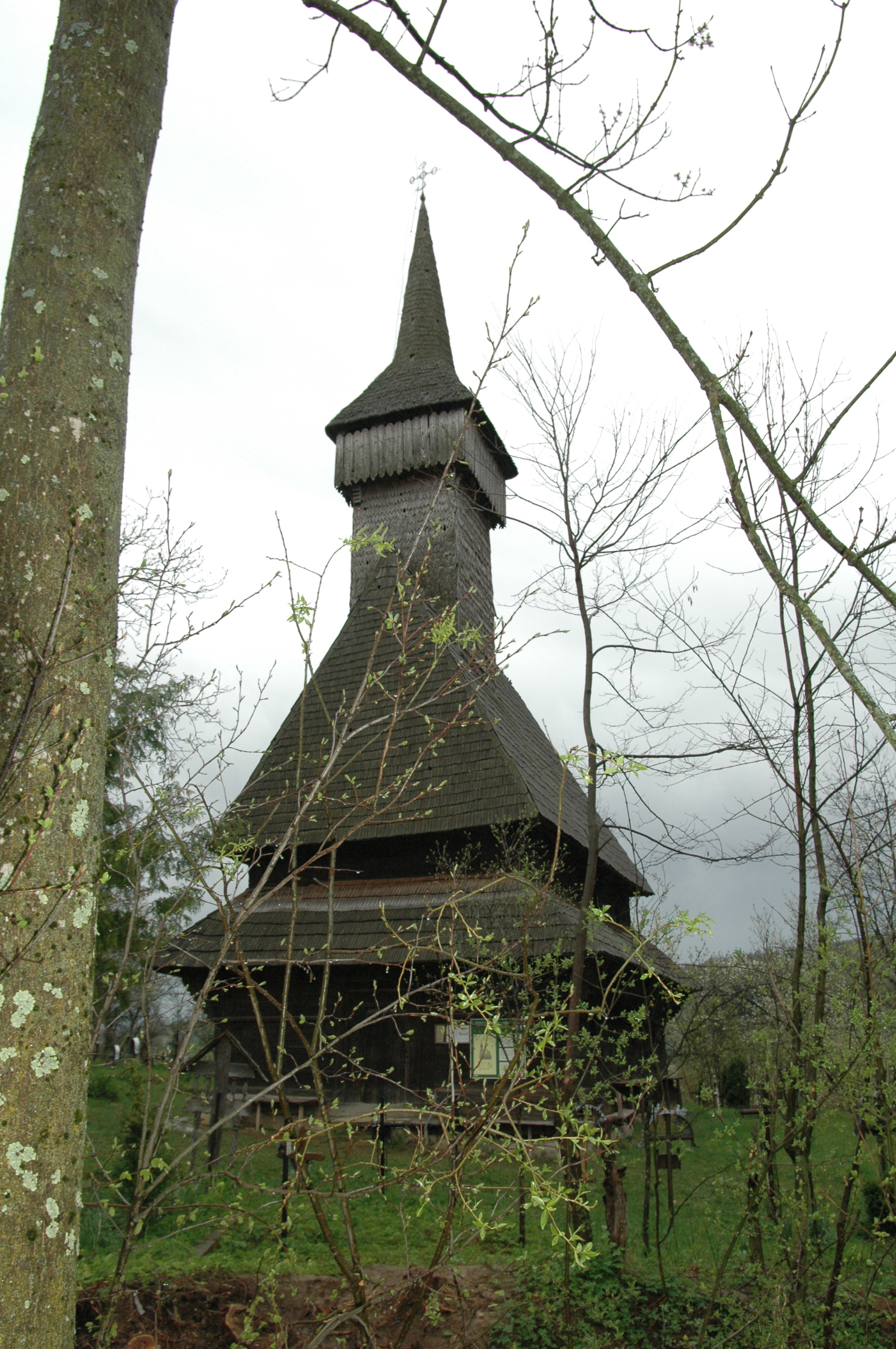
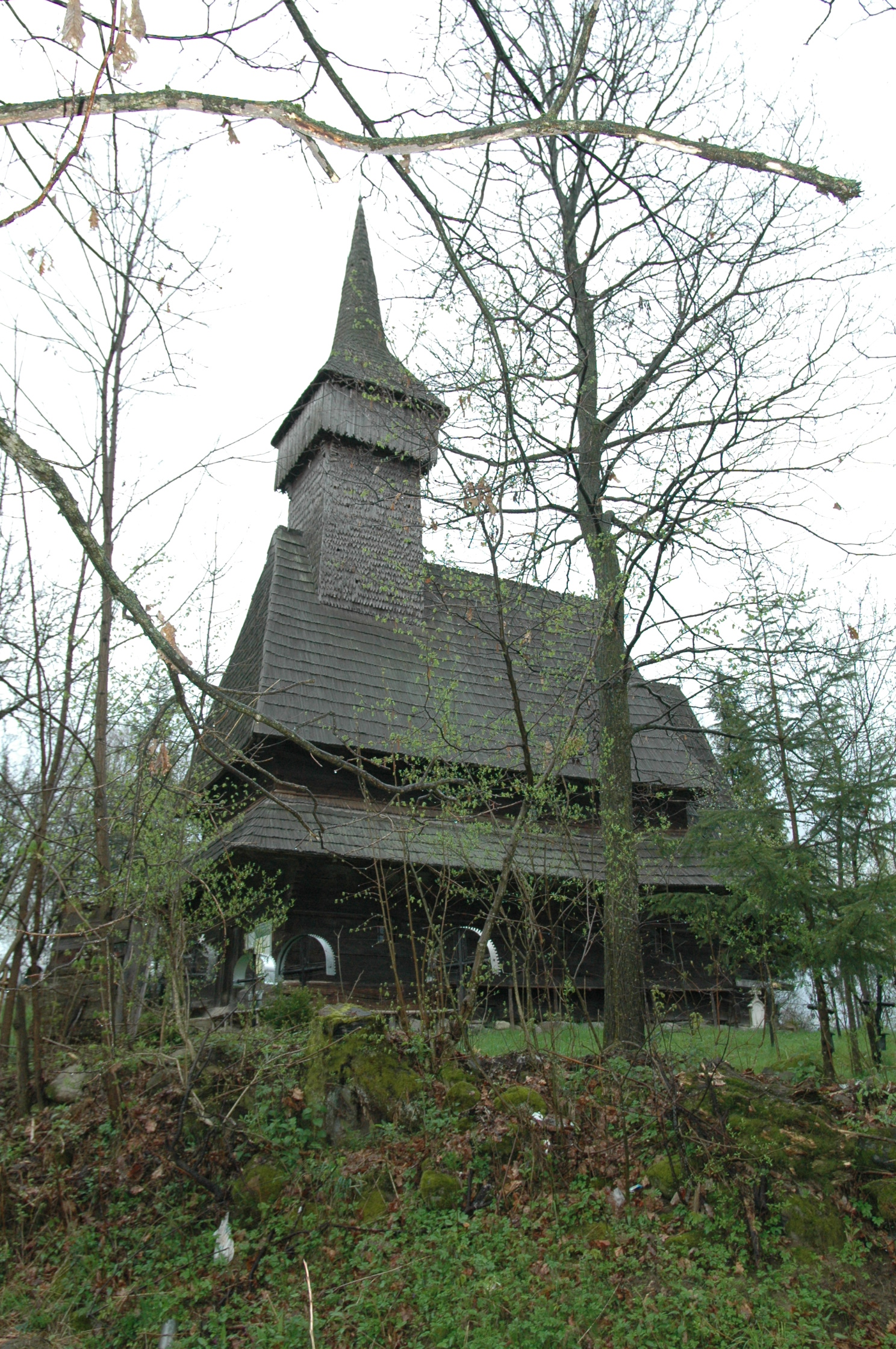